# Rinteln

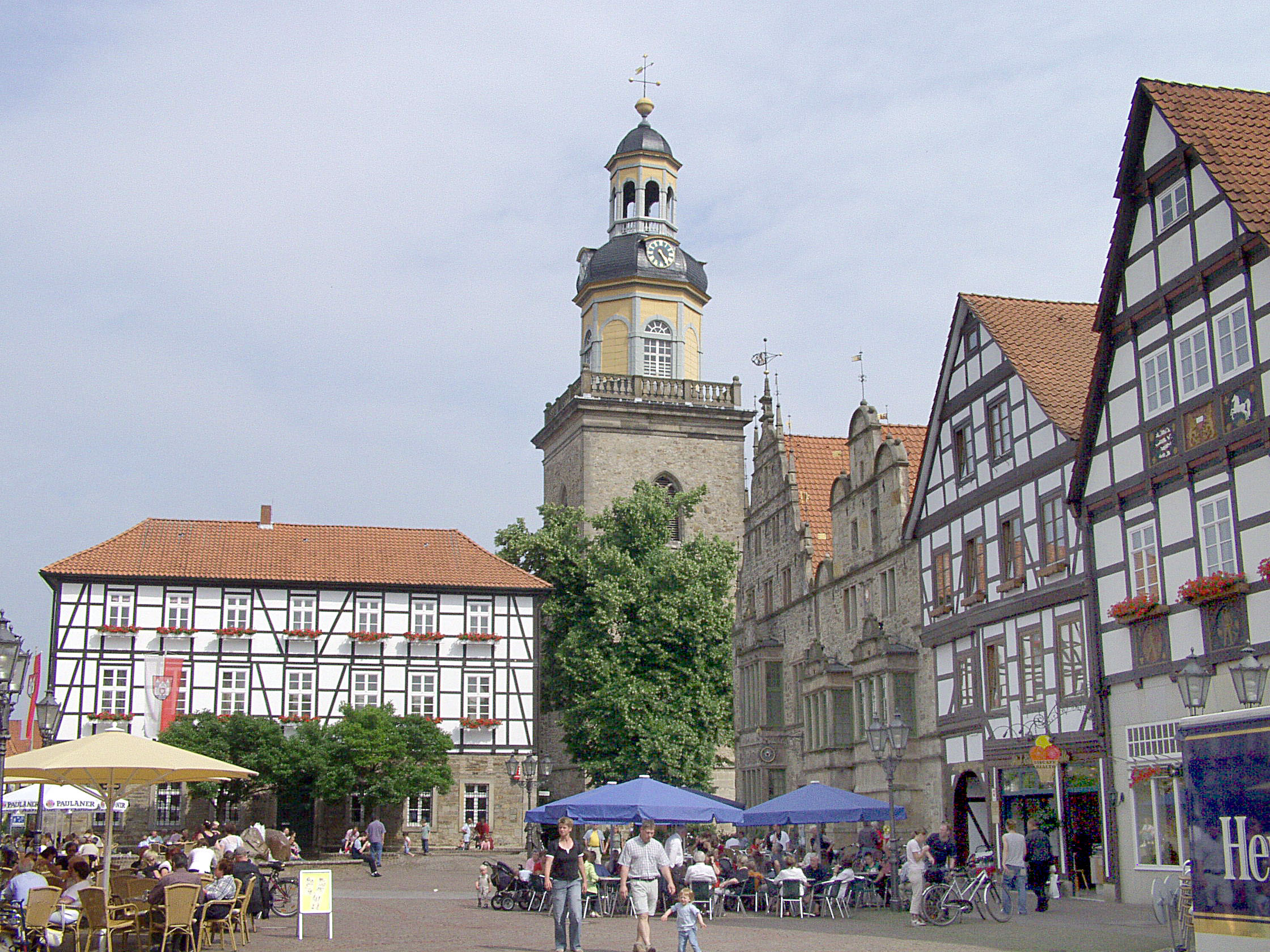
Blick auf den Marktplatz mit St. Nikolai

Rinteln ist eine Stadt und selbständige Gemeinde in Norddeutschland im Weserbergland an der Weser im Landkreis Schaumburg in Niedersachsen. Die gut erhaltene Altstadt ist auch heute noch von zahlreichen wertvollen Fachwerkhäusern geprägt. Im Mittelalter umschloss eine Stadtmauer die Stadt, deren Ausbau in der Neuzeit die Stadt zur Festung Rinteln machte. Von 1619 bis 1810 befand sich im Ort die Universität Rinteln. Rinteln war bis zum Jahr 1977 Kreisstadt, zunächst bis 1904 des Landkreises Rinteln, ab 1904 des Landkreises Grafschaft Schaumburg.

## Geographie

### Lage
Rinteln wird im Süden von den Höhen des Lippischen Berglandes, im Norden vom Wesergebirge und im Osten vom Süntel sowie den Fischbecker Bergen eingebettet. Die Stadt gehört landschaftlich zum Naturpark Weserbergland Schaumburg-Hameln. Das „Rintelner Becken“ wird landschaftlich prägend und weithin sichtbar von der Burg Schaumburg auf dem etwa 225 m hohen Nesselberg (südlicher Sporn des Wesergebirges) beherrscht. Rund 12,5 km (Luftlinie) nordwestlich der Weserbrücke von Rinteln durchbricht die Weser, weiter flussabwärts, bei Porta Westfalica die Westfälische Pforte und tritt in das Norddeutsche Tiefland ein. Dieser markante Einschnitt zwischen östlichem Weser- und westlichem Wiehengebirge ist von der Rintelner Weserbrücke aus ebenso zu sehen wie die Schaumburg und die gesamte Wesergebirgskette bis zum Süntel. Etwa zwei Kilometer westlich der Altstadt liegt der Doktorsee.

### Stadtgliederung
Die Stadt umfasst neben der Kernstadt 18 weitere Ortsteile:
- Ahe mit Großer und Kleiner Neelhof
- Deckbergen
- Engern
- Exten mit Kehl
- Friedrichswald
- Goldbeck mit Klein Goldbeck und Neu Goldbeck
- Hohenrode
- Kohlenstädt
- Krankenhagen mit Friedrichshöhe, Nottberg und Strüvensiek
- Möllenbeck mit Ellerburg und Hessendorf
- Schaumburg mit Domäne Koverden, Ostendorf, Paschenburg und Rosenthal
- Steinbergen mit Schloss Arensburg
- Strücken mit Saarbeck
- Uchtdorf mit Forsthaus Taubenberg
- Todenmann mit Gut Dankersen
- Volksen mit Weseberg
- Wennenkamp mit Passenstein
- Westendorf mit Gut Echtringhausen und Westendorfer Landwehr

Diese sind in zehn Ortsräten gruppiert:
Ahe-Engern-Kohlenstädt, Deckbergen-Schaumburg-Westendorf, Exten, Hohenrode-Strücken, Krankenhagen-Volksen, Möllenbeck, Rinteln, Steinbergen, Taubenberg (Friedrichswald, Goldbeck, Uchtdorf, Wennenkamp), Todenmann.

## Geschichte

### Mittelalter

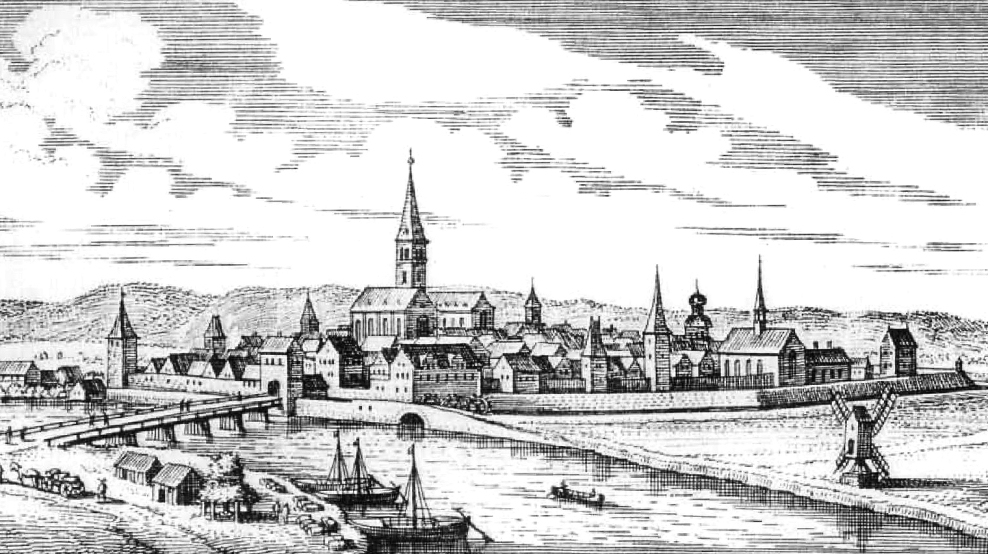
Stadtbefestigung Rinteln im mittelalterlichen Zustand auf einem Merian-Stich um 1650

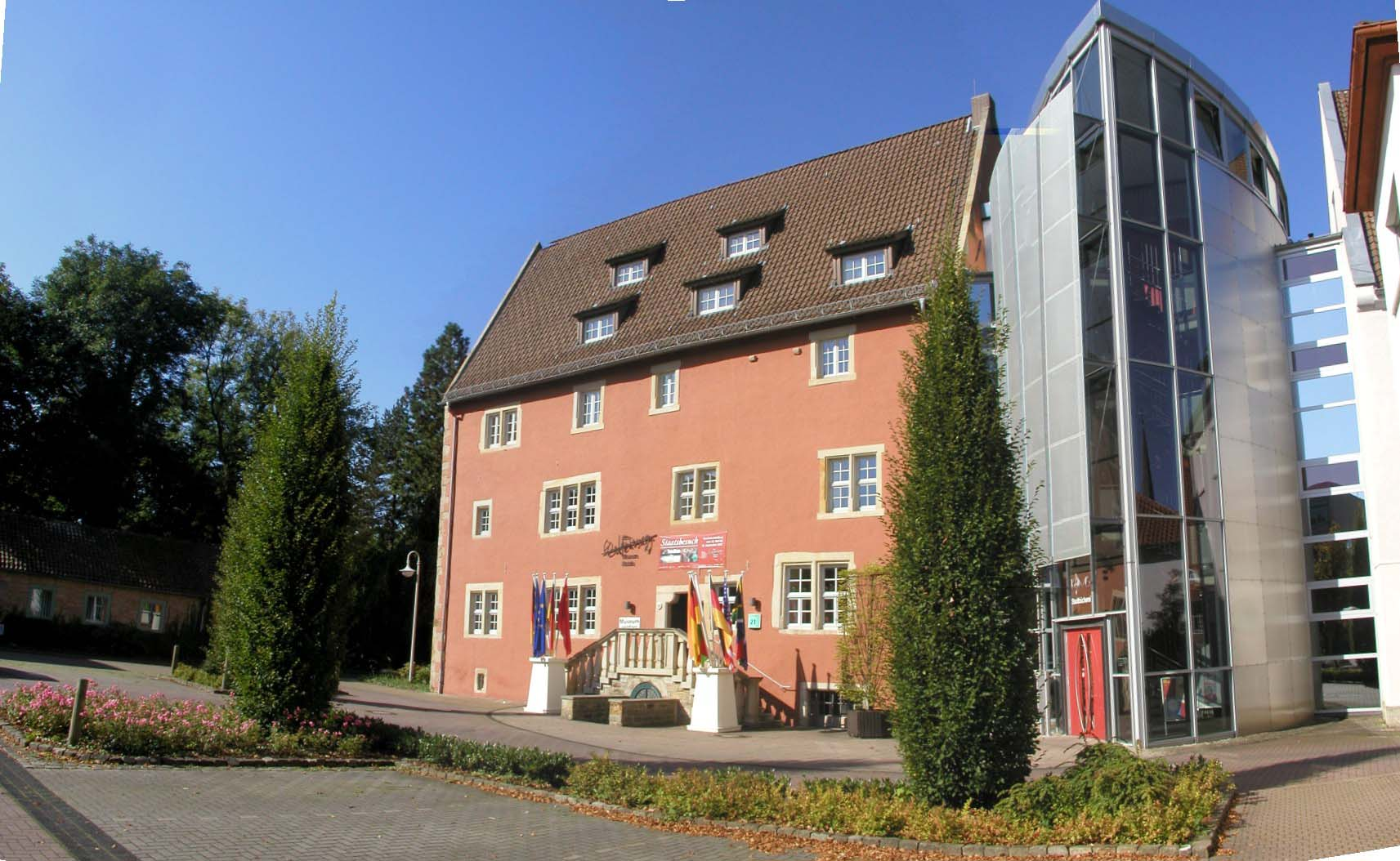
Die Eulenburg, im Mittelalter das „Steinwerk“ genannt, heute Sitz des Museums

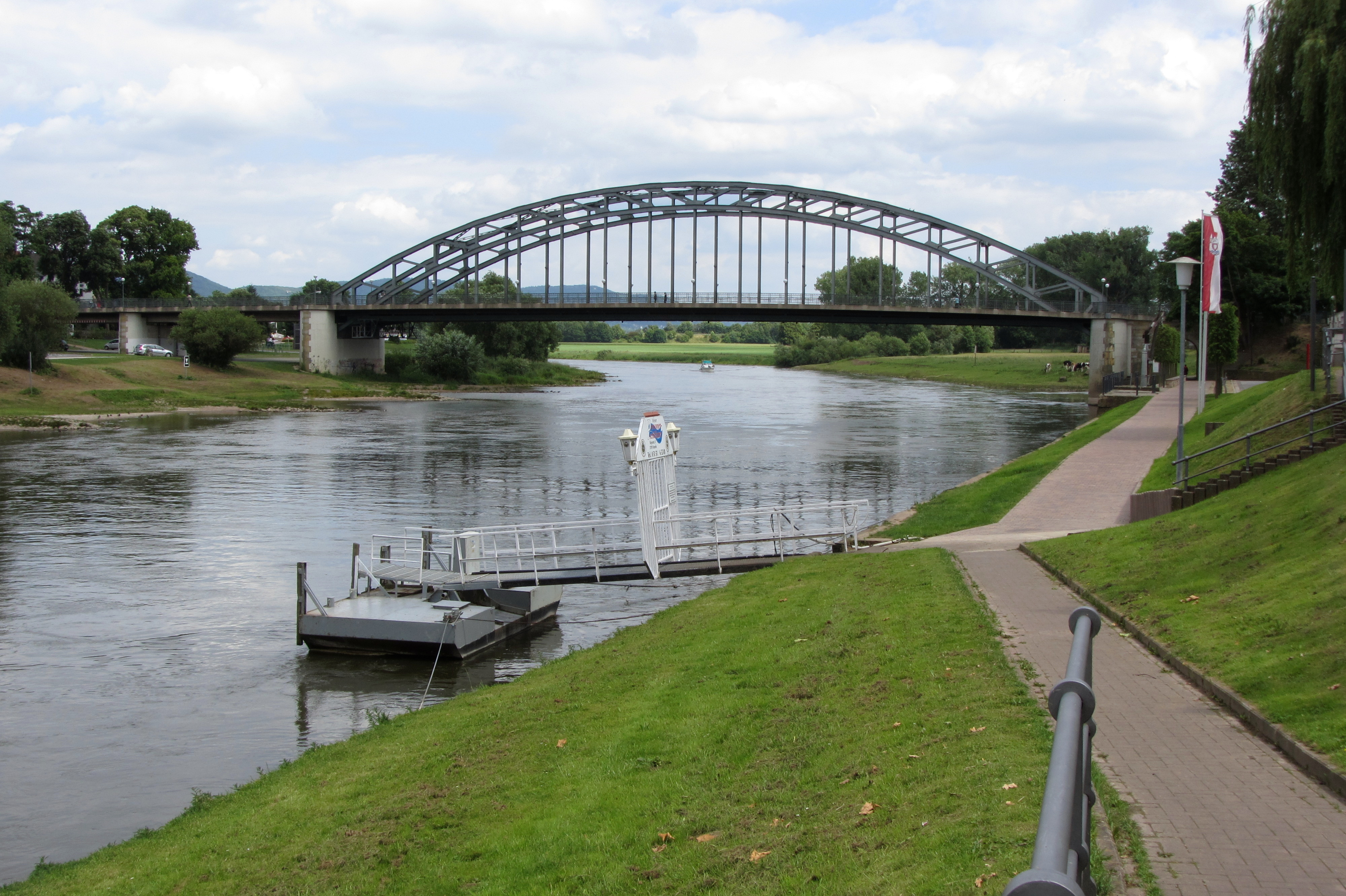
Weserbrücke

Die Anfänge der Stadt Rinteln lassen sich zurückverfolgen bis in das späte 11. Jahrhundert. Bereits im Jahre 896 wurde ein Benediktinerinnen-Stift, das Kloster Möllenbeck, am Rand der Weseraue angesiedelt. Auf dem rechten, nördlichen Weserufer hatte sich in Höhe einer Überfahrt das kleine Dorf Rentene (später: Alt-Rinteln) entwickelt. Im Jahre 1223 bestanden bereits eine feste Brücke und ein gräfliches Gericht. Um 1230 gründete Graf Adolf IV. von Holstein und Schaumburg Neu-Rinteln auf dem gegenüber liegenden, südlichen Weserufer. Im Jahre 1239 wurden die Stadtrechte verliehen.
Durch das Recht, Wegezoll zu erheben (1391), und das Messeprivileg (1392) gewann Rinteln an Bedeutung auch für das Umland. Die günstige Verkehrslage an der Weserbrücke unterstützte den Aufschwung. Bald nach Gründung der Stadt wurde mit dem Bau einer Stadtmauer begonnen, die anfangs aus Palisaden bestand und 1257 erstmals erwähnt wurde. Während der Wüstungsphase des 14. Jahrhunderts wurden zahlreiche Siedlungen im Umfeld der Stadt aufgegeben. Die Bewohner zogen in den Schutz der Rintelner Stadtbefestigung und bewirtschafteten von hier aus als Ackerbürger ihre Felder. Rinteln blieb jedoch in erster Linie eine Handwerker- und Handelsstadt. Um 1450 war Rinteln mit einem umfangreichen Landwehrsystem und drei Warttürmen umgeben. Zum städtischen Besitz gehörte seit dem 15. Jahrhundert auch ein Stadtwald im Norden Lippes, der „Rintelsche Hagen“.
Vor allem die Lage an der Weser war dem Handel förderlich. So genannte „Bremer Waren“ kamen mit den Schiffen flussaufwärts: Tabak, Butter, Stockfisch, Kolonial- und Haushaltswaren. Für Frachten mit dem Ziel Rinteln richtete die Stadt einen Zollschuppen ein. Stromab befördert wurden Holz, Steinkohle und Getreide, ebenso wie der in der Nähe abgebaute Obernkirchener Sandstein. Auch das Handwerk mit seinen verschiedenen Zünften, insbesondere das Schuhmacherhandwerk, hatte seinen Anteil am Aufschwung der Stadt, die bis ins 17. Jahrhundert hinein eine wirtschaftliche Blütezeit erlebte. Wohlhabende Bürger und die zahlreichen in der Stadt ansässigen Adelsfamilien errichteten in dieser Zeit stattliche Bauten im Stil der Weserrenaissance. Diese Epoche endete mit dem Dreißigjährigen Krieg, der 1623 die Grafschaft erreichte. Allein in den Jahren 1624 und 1625 starb rund ein Drittel der ca. 2500 Einwohner an der von Soldaten eingeschleppten Pest, es folgten Drangsale durch Einquartierung, Plünderung und Kriegskontributionen.

### Neuzeit
Dass sich Rinteln nach dem Ende des Dreißigjährigen Kriegs ab 1648 recht zügig erholte, lag unter anderem an der Universität, die von 1619 bis 1810 bestand. An ihr lehrten rund zwölf bis fünfzehn Professoren in den vier Fakultäten Theologie, Jura, Medizin und Philosophie. Im Mittel waren etwa 100 bis 130 Studenten eingeschrieben. Der Hochschulbetrieb mit Sitz im Kollegiengebäude, dem früheren Jakobskloster, verfügte über zwei Hörsäle, eine „Kommunität“ (Studentenwohnheim), ein „Konviktorium“ (Mensa), eine Bibliothek, ein Instrumentenzimmer, eine Buchdruckerei, eine Apotheke, einen botanischen Garten, eine Propstei (Güterverwaltung), ein „Anatomicum“ sowie ab 1762 eine regelmäßig erscheinende Zeitung. Zu den so genannten „Universitätsverwandten“ gehörten Tanz- und Fechtmeister, Reit- und Französischlehrer. Die „Universitätskommisse“ war Herberge und Schanklokal der Akademie: Hier konnten Professoren und Studenten unbehelligt vom städtischen Schankmonopol zu niedrigen Preisen Bier und Wein trinken.

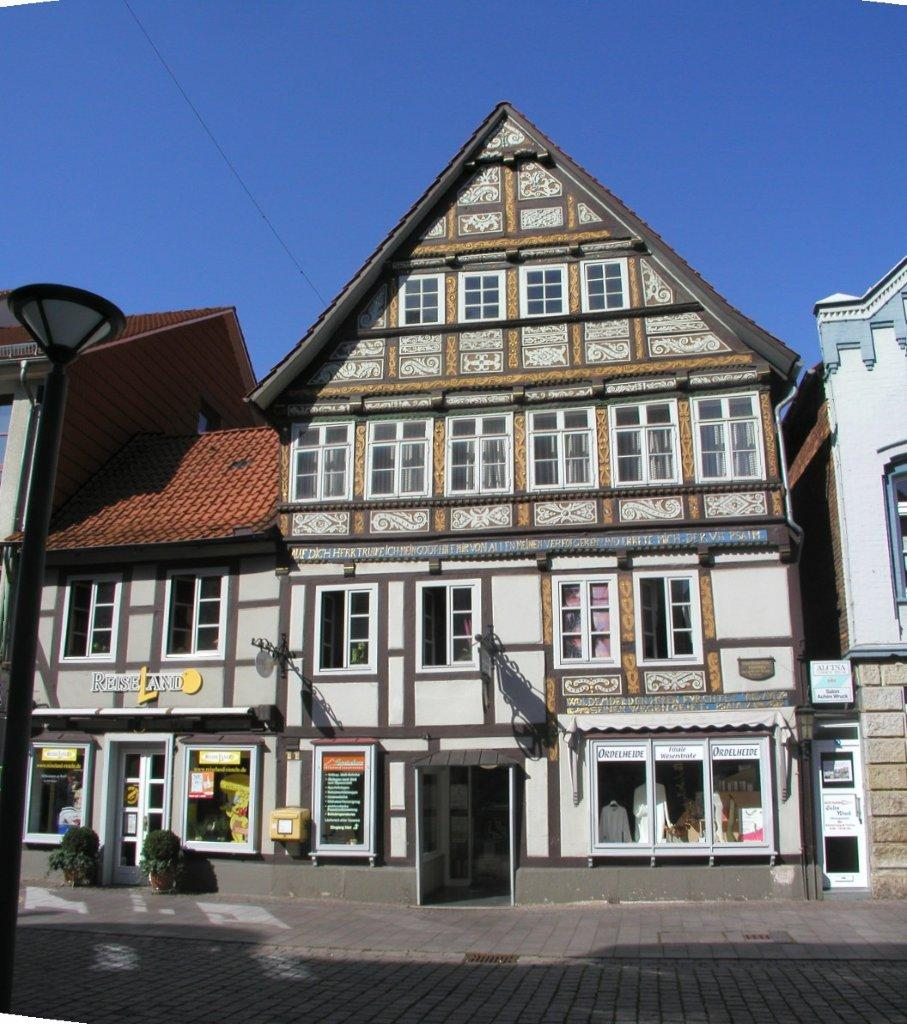
Ehemalige Universitätskommisse in der Weserstraße

Während des Dreißigjährigen Kriegs und anschließend, um 1654, war Rinteln Schauplatz intensiver Hexenverfolgungen. Die Professoren der Juristenfakultät der Universität verstärkten durch ihre „Beratung“ von Stadt- und Amtsgerichten im ganzen Nordwesten die Hexenprozesse. Zwischen 1621 und 1675 sind rund 400 Gutachten überliefert, die durchweg die rücksichtslose Verfolgung von vermeintlichen Hexen und Hexenmeistern anordneten. In Rinteln wurden von 1560 bis 1669 mindestens 88 Menschen in Hexenprozessen angeklagt, von denen viele mit der Hinrichtung endeten. Höhepunkte waren die Jahre 1635 bis 1655.
Von 1652 bis 1689 war Daniel Wilhelmi Prediger an St. Nikolai in Rinteln. Er war auch Beichtvater von Angeklagten in Hexenprozessen, z. B. im Prozess gegen Lucie Kunschopper. Gegen Lucie Kunschopper, geb. Hagemann, Witwe des Kunschoppers, erhob der Peinliche Amtsankläger in Rinteln am 4. September 1668 die Anklage wegen Zauberei.
Ab 1680 sorgten junge, von der Frühaufklärung geprägte Professoren wie Heinrich Bodinus und Henrich Ernst Kestner für eine Abschaffung der Prozesse und stellten sich an die Spitze der Gegner.
Im Jahre 1640 wurde die alte Grafschaft Schaumburg zwischen den Grafen zur Lippe (nun Grafschaft Schaumburg-Lippe) und den Landgrafen von Hessen-Kassel (nun Grafschaft Schaumburg) aufgeteilt. Rinteln erhielt 1651 wegen seiner entfernten Lage zur Residenzstadt Kassel eine eigene Regierung mit Obergericht. Im selben Jahr wurde es hessische Garnisonsstadt und in den Jahren 1665 bis 1680 zu einer Festung ausgebaut.
Ab 1665 wurde die Stadt Rinteln auf Geheiß der vormundschaftlich regierenden Landgräfin Hedwig Sophie von Hessen-Kassel zur Festung Rinteln nach altniederländischer Manier ausgebaut. Die Erdwerke mit Haupt- und Vorwall sowie einem rund 30 m breiten Graben umfassten sieben Bastionen zwei Redouten und zwei Ravelins. Rund 200 Mann ständige Garnison bildeten die standardmäßige Besatzung, die im Belagerungsfall einer erheblichen Aufstockung bedurft hätte. In Ermangelung dieser ausreichenden Besatzung ergab sich die Festung während des Siebenjährigen Krieges und in den napoleonischen Kriegen (1806) kampflos einer französischen Übermacht und wurde jeweils für mehrere Jahre besetzt. Am 13. November 1806 befahl Napoleon, die Festungsanlagen zu schleifen. Ein weiterer Rückschlag war die Schließung der Rintelner Universität Ostern 1810 durch Jérôme, den jüngsten Bruder Napoléons und König des neu gegründeten Königreichs Westphalen.

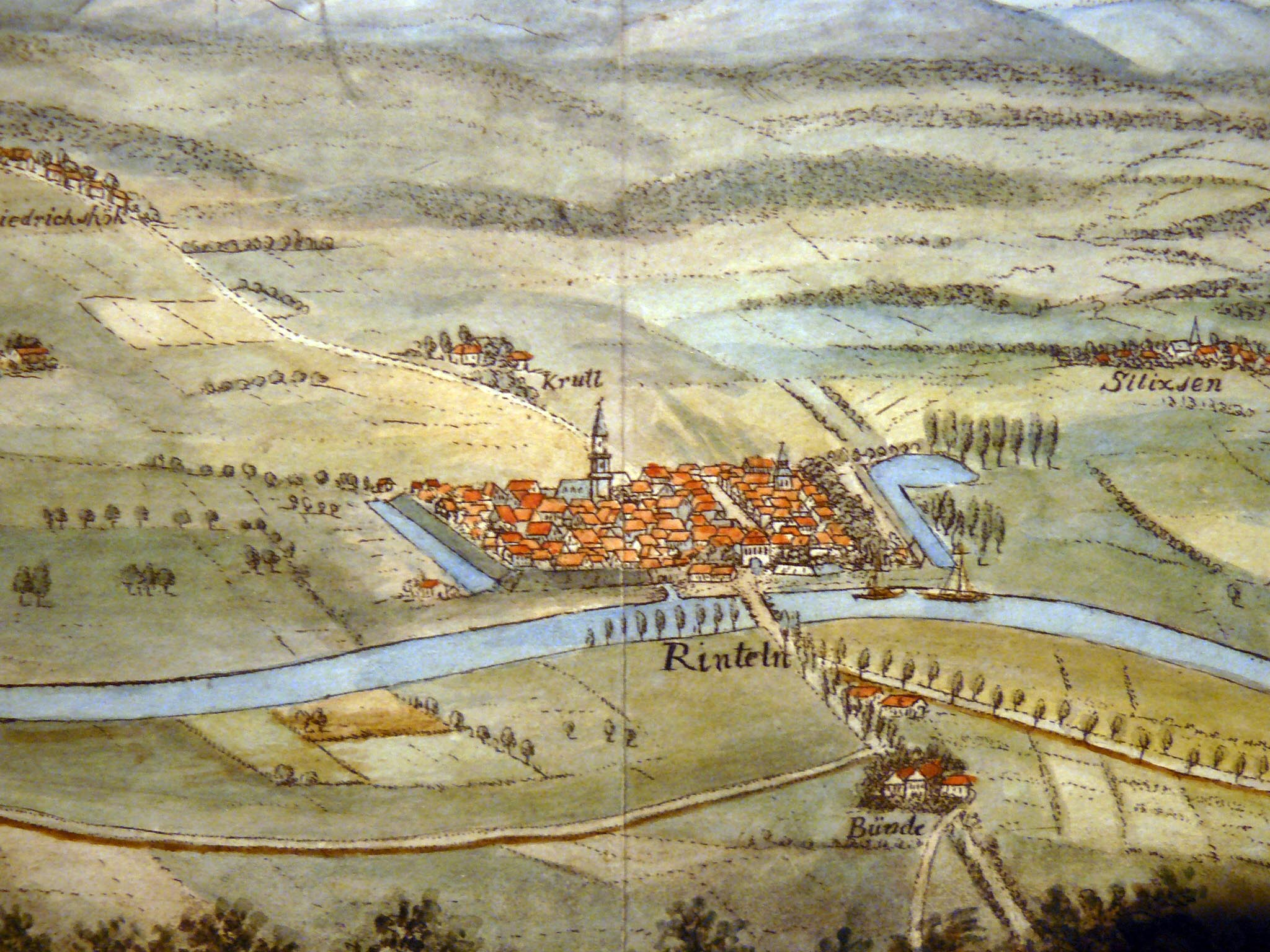
Rinteln, 1823 von Anton Wilhelm Strack

Ab 1807 war Rinteln für wenige Jahre der Distriktshauptort (Chef-lieu) innerhalb des Weserdepartements. Nach dem Ende der napoleonischen Besetzung wurde die Grafschaft Schaumburg wieder Exklave des Kurfürstentums Hessen-Kassel und Rinteln Sitz einer Regierung, ab 1848 herabgestuft zu einer Regierungsdeputation. In den Jahren 1848 und 1849 machte sich ein Klima oppositioneller Bewegung in der kurhessischen Exklave Schaumburg besonders bemerkbar. Albrecht von Bardeleben und Karl Wilhelm Wippermann spielten dabei bedeutende Rollen in der kurhessischen Politik dieser Jahre. Wippermann gehörte zudem als Abgeordneter der liberalen Casino-Fraktion dem verfassungsgebenden 17er-Ausschuss im Frankfurter Paulskirchenparlament an.
Im Jahr 1863 wurde in Rinteln eine der ältesten Freiwilligen Feuerwehren Norddeutschlands gegründet. Sie ging aus einer zwei Jahre zuvor gegründeten Freiwilligen Turner-Feuerwehr hervor. 1865 stellte man einen Organisationsplan auf und richtete an die Stadt ein Gesuch, Gelder für die Geräte zur Verfügung zu stellen. Die 53 Mann starke Feuerwehr bestand aus einem Hauptmann, dem ein Adjutant beigegeben war, 12 Steigern, 15 Rettungsmannschaften und 24 Mann für die Bedienung der Spritzen. Am 26. November 1865 wurden die Statuten, die nach dem Muster der Hamelner Feuerwehr aufgestellt waren, dem Rat zur Genehmigung vorgelegt.
Im Jahr 1866 wurden die Stadt und die Grafschaft Schaumburg mit der Annexion Hessen-Kassels durch Preußen Teil der Provinz Hessen-Nassau. Rinteln blieb noch der Sitz des Kreises Rinteln, ab 1904 umbenannt in Landkreis Grafschaft Schaumburg und ab 1932 Teil der die vormalige Exklave umgebenden preußischen Provinz Hannover.
Mitte des 19. Jahrhunderts ging es mit der Stadt wieder aufwärts. Vor allem förderte die Eröffnung der Löhne–Vienenburger Eisenbahn durch die Hannover-Altenbekener Eisenbahngesellschaft (1875) und die dadurch günstige Verbindung zu den großen Wirtschaftszentren Berlin und Köln die Ansiedlung von Industriebetrieben. So entstand unter anderem eine Glashütte. Weitere Bahnstrecken verbanden die Stadt mit Stadthagen (Rinteln-Stadthagener Eisenbahn) und ab Ende der 1920er Jahre mit Barntrup (Extertalbahn). Die noch bis in die 1970er Jahre zweigleisige Strecke Bünde/Löhne–Hameln–Hildesheim/Bodenburg wird heute eingleisig vornehmlich im Personenverkehr als Weserbahn im Stundentakt (an Wochenenden im Zwei-Stunden-Takt) durch die Deutsche Bahn befahren.

### 1933 bis 1945

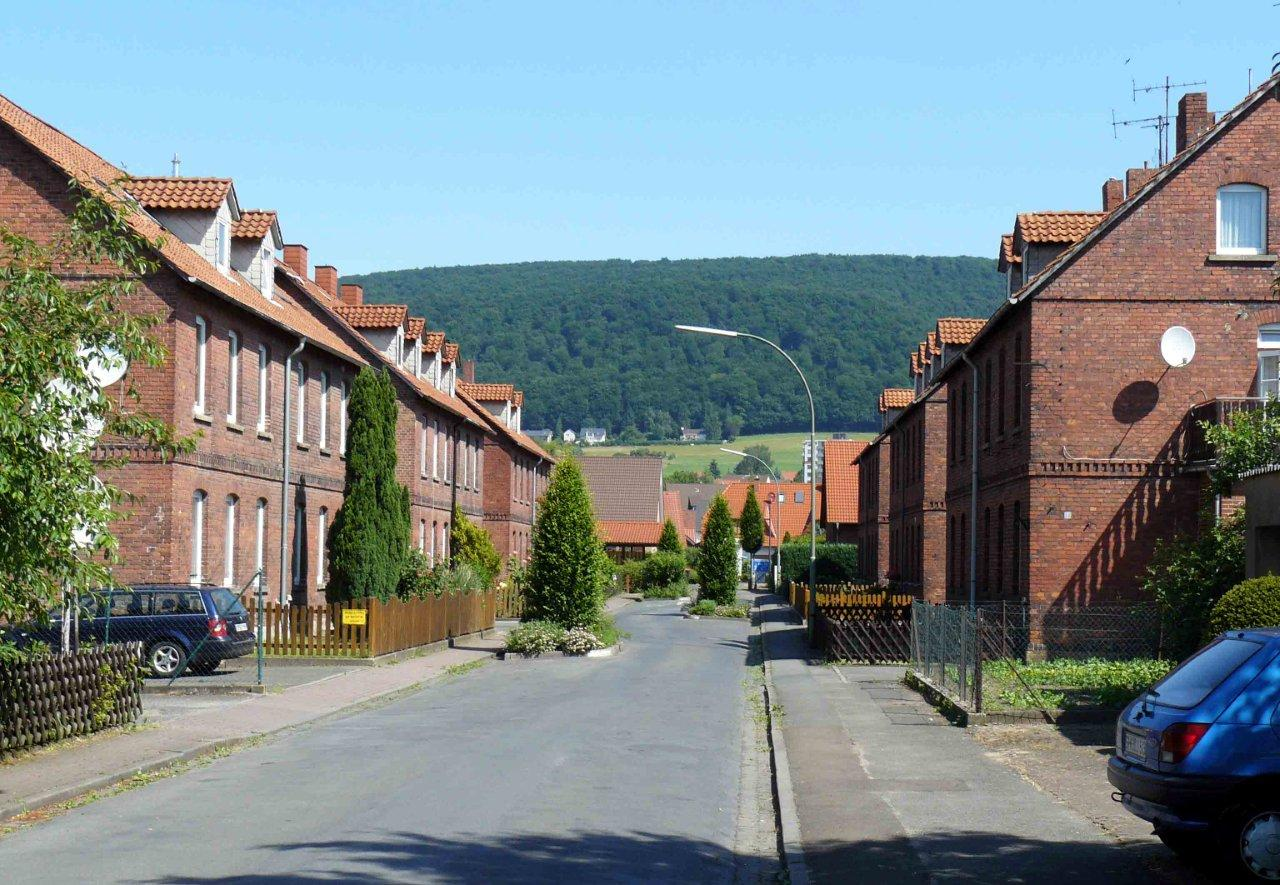
Frühere Arbeitersiedlung Heinrichstraße in der Nordstadt

Im Jahre 1918, nach der Kapitulation und der Thronentsagung Kaiser Wilhelms II. übernahm ein sogenannter Arbeiter- und Soldatenrat die Macht in Rinteln. Später, mit der Stabilisierung der Weimarer Demokratie, konnte sich die SPD auf eine stabile Mehrheit im Stadtrat stützen. Die Kommunisten blieben ohne besondere Bedeutung.
Im Jahre 1924 gründete sich in Rinteln die erste Ortsgruppe der NSDAP. Immer wieder kam es ab diesem Zeitpunkt zu Zusammenstößen zwischen Nationalsozialisten, Sozialdemokraten und Kommunisten, die zwischen 1930 und 1933 massiver wurden. Bei der Reichstagswahl am 5. März 1933 erreichte die NSDAP in Rinteln 1991 Stimmen, die SPD 959 Stimmen und die KPD 294. Die Stadt Rinteln verlieh schon am 12. April 1933 Adolf Hitler das Ehrenbürgerrecht. Es wurde am 28. März 1946 formell widerrufen. Wie überall dienten die Jahre nach 1933 der Machtfestigung der Nationalsozialisten, die auch in Rinteln einen immer stärker werdenden Druck und eine immer umfassendere Überwachung der Bevölkerung ausübten. Sozialdemokraten und Kommunisten wurden vielfach verhaftet und teilweise in Konzentrationslager verbracht (hauptsächlich KZ Moringen). Die 700-Jahr-Feier der Verleihung der Stadtrechte im Sommer 1939 wurde von den Nationalsozialisten zur Inszenierung einer großen Propagandafeier genutzt.
Mit Ausbruch des Zweiten Weltkrieges erhielt die Stadt den Status einer Lazarettstadt, in der rund 1000 Verwundete untergebracht waren. Am Nordufer der Weser entstand im Rahmen der Aktion Brandt aus dem Rohbau einer Kaserne ein großes Militärhospital, das nach Kriegsende von den Briten übernommen und als British Military Hospital Rinteln bis 1998 weitergeführt wurde.

### Judenverfolgungen 1933–1945
Im Jahre 1933 waren in Rinteln 73 jüdische Bürger gemeldet, von denen den meisten die Auswanderung oder die Flucht noch rechtzeitig gelang. Mehrere nahmen sich unter dem wachsenden seelischen und materiellen Druck das Leben. Im Jahre 1940 wurden noch 29 Rintelner Juden gezählt. Von diesen wurden 25 zwischen März und Juli 1942 in die Gartenbauschule Ahlem (Sammelstelle für Juden aus den Regierungsbezirken Hannover und Hildesheim) verbracht und später in Konzentrationslager deportiert. Insgesamt sind 34 jüdische Bürger Rintelns während der nationalsozialistischen Herrschaft ermordet worden. Heute erinnern der jüdische Friedhof in der Ostertorstraße, eine Tafel am Haus Bäckerstraße 1 sowie einige Stolpersteine an die jüdischen Mitbewohner und ihre Gemeinde in Rinteln.

### Kriegsende 1945
Anfang April 1945 entging Rinteln knapp der Zerstörung. Am 4. April, bei der Annäherung der US-Amerikaner aus Richtung Möllenbeck, wurde zunächst die Südstadt kampflos geräumt. Die deutschen Truppen unter dem Kommando des Majors Alfred Picht zogen sich auf das Nordufer der Weser zurück. Amerikanische Unterhändler, welche die Übergabe der Rintelner Weserbrücke verhandeln wollten, wurden am Nordufer der Weser festgehalten und die Brücke gesprengt. Ein amerikanisches Ultimatum forderte daraufhin die sofortige Freigabe der Unterhändler bei Androhung der Zerstörung der gesamten Stadt, deren Bewohner daraufhin zusammen mit mehr als tausend Verwundeten aus den Lazaretten eilig in die benachbarten Dörfer evakuiert wurden. Erst nach zweimaliger Verlängerung des Ultimatums und unter Vermittlung des Rintelner Gymnasialdirektors und damaligen Standortkommandanten der Rintelner Sanitätskompanie Friedrich-Wilhelm Ande sowie mehrerer Rintelner Bürger gelang es, eine Freilassung der amerikanischen Parlamentäre in letzter Minute zu erwirken und so die Zerstörung Rintelns zu verhindern. Am Nordufer der Weser, im sogenannten Wesergebirgskessel, kämpften deutsche Truppen noch bis zum 11. April 1945.

### 1945 bis heute

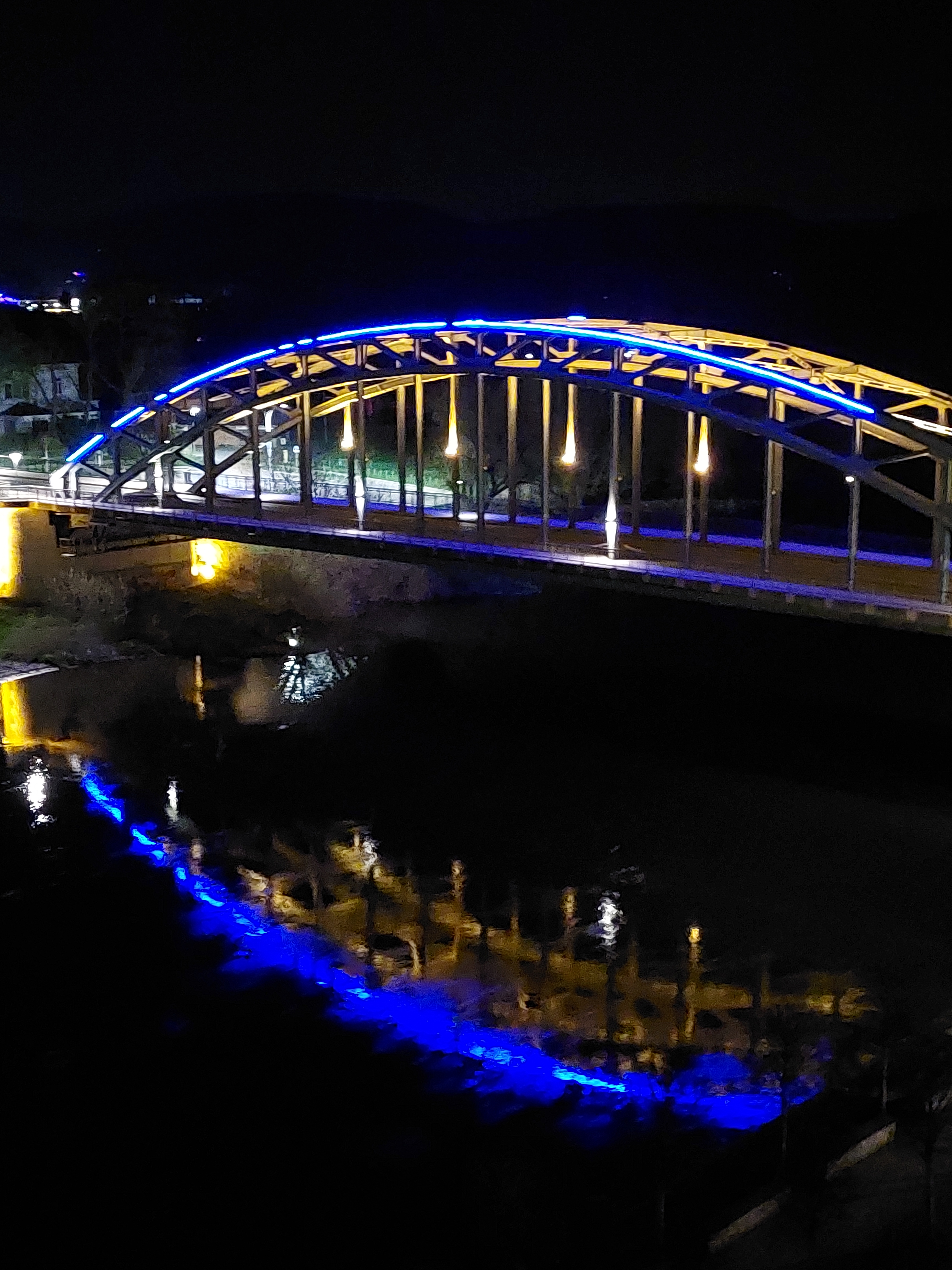
Beleuchtung

Nach Ende des Zweiten Weltkrieges verdoppelte sich die Einwohnerzahl Rintelns durch die Aufnahme von Vertriebenen vor allem aus Ostpreußen und Schlesien. Zunächst südlich der Stadt, im Bereich Bruchwiesenweg und Kleines Löök, dann am Nordufer der Weser, in der Mönchsbreite, entstanden um 1950 neue Wohngebiete. Bis in die 1970er Jahre wuchs die Stadt rapide und erreichte den Südhang des Wesergebirges.
Der Kreis Grafschaft Schaumburg wurde 1946 Bestandteil des Landes Niedersachsen. Durch die Eingliederung von 18 benachbarten Gemeinden in die Stadt am 1. März 1974 wurde Rinteln zur größten Kommune des 1977 gebildeten Landkreises Schaumburg, dessen Sitz seither Stadthagen ist. Nach der Aufnahme Rintelns in das Städtesanierungsprogramm des Landes Niedersachsen 1979 konnte mit einer umfangreichen Sanierung der Altstadt begonnen werden, die mit der Einrichtung einer Fußgängerzone im Jahr 2003 beendet war.
Nachdem die seit 1929 durch die Innenstadt geführte, elektrisch betriebene Extertalbahn ihren Betrieb 1970 endgültig eingestellt hatte, konnte dann durch den 1980 vollendeten Bau einer Umgehungsstraße östlich der Stadt die bis dahin noch durch den Verkehr auf der Bundesstraße völlig überforderte Innenstadt nachhaltig entlastet werden. Bis Ende 2010 war Rinteln zudem staatlich anerkannter Erholungsort.
In Rinteln gab es Liegenschaften der englischen Streitkräfte, u. a. ein Militärkrankenhaus, das 1993 geschlossen und die Prince-Rupert School, in der bis 2014 unterrichtet wurde.

### Einwohnerentwicklung
| Jahr | Einwohnerzahl Stadtteil Rinteln | Einwohnerzahl Rinteln ab 1974 |
| ---- | ------------------------------- | ----------------------------- |
| 1812 | 2791                            |                               |
| 1859 | 3156                            |                               |
| 1890 | 4045                            |                               |
| 1925 | 5478                            |                               |
| 1939 | 5792                            |                               |
| 1950 | 10.067                          |                               |
| 1961 | 9711                            | (22.715)                      |
| 1977 |                                 | 25.580                        |
| 1990 |                                 | 26.979                        |
| 2000 |                                 | 28.392                        |
| 2010 |                                 | 26.879                        |
| 2020 | 12.453                          | 26.110                        |
| 2024 | 12.768                          | 26.265                        |

Die Einwohnerzahl stieg von 1939 bis 1946 durch den Zuzug von Kriegsflüchtlingen und Vertriebenen um 62 Prozent an. Im Jahr 1949 betrug sie erstmals mehr als 10.000.
Zum 1. März 1974 wurden 18 umliegende Orte mit im Jahr 1961 insgesamt 13.004 Einwohnern nach Rinteln eingemeindet.
Seit 2009 ist die natürliche Bevölkerungsentwicklung negativ, diese wird jedoch seit 2013 fast jedes Jahr durch eine positive Wanderungsbilanz ausgeglichen. Der Bevölkerungsverlust in den 2010er-Jahren war vor allem auf die Anmeldung von Nebenwohnsitzen zurückzuführen. Trotzdem altert die Bevölkerung zunehmend und erreichte 2020 ein Medianalter von 49,8 Jahren (Vergleich Deutschland: 47,8 Jahre).

## Religion

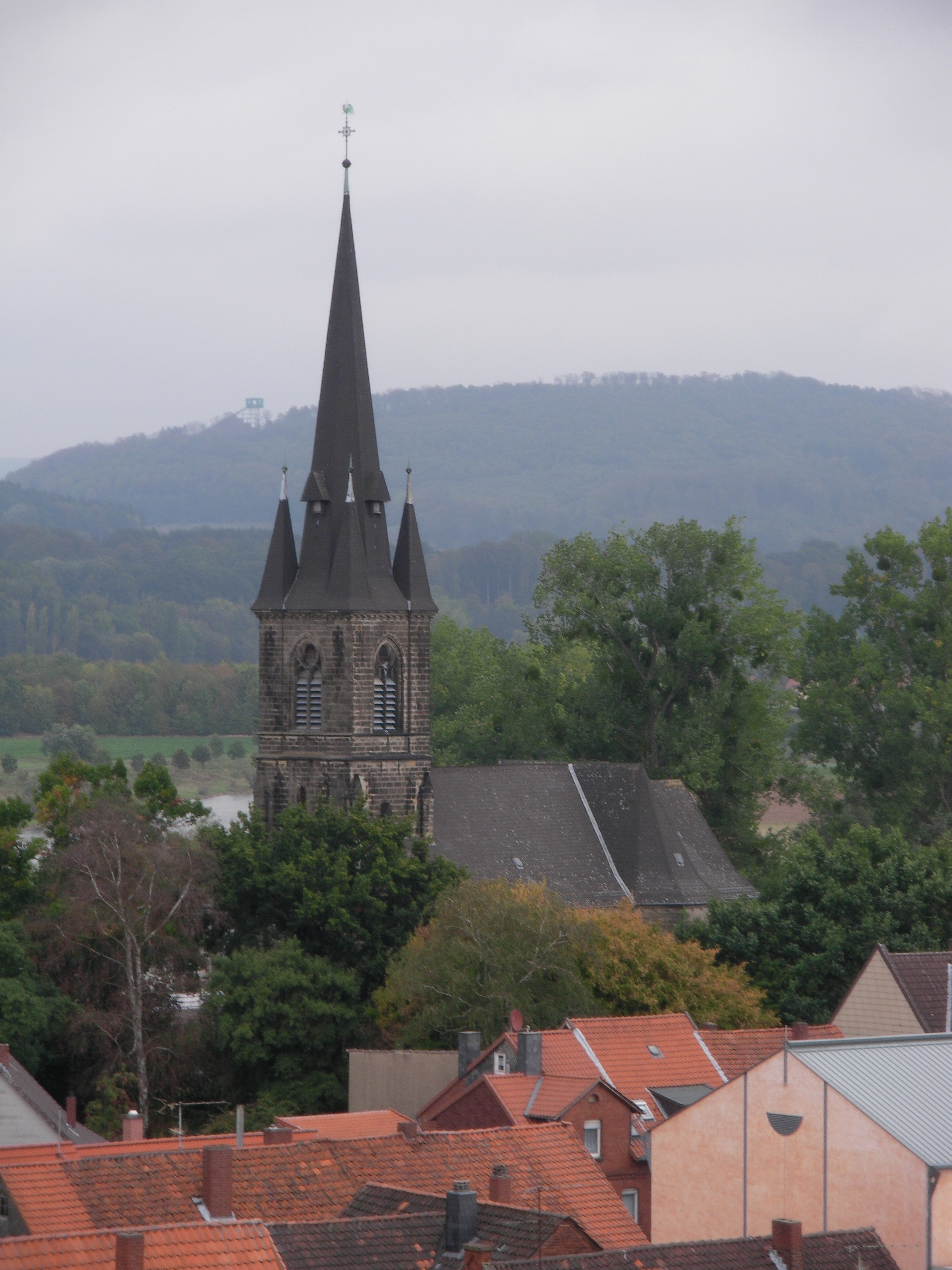
Katholische Kirche St. Sturmius

Rinteln ist Sitz der Superintendentur des Kirchenkreises Grafschaft Schaumburg im Sprengel Hannover der Evangelisch-lutherischen Landeskirche Hannovers. Zu ihm gehören in Rinteln die historische Kirche St. Nikolai am Kirchplatz und das Johannis-Kirchzentrum von 1976 am Wilhelm-Raabe-Weg. Die evangelische Stadtmission hat ihr Gemeindehaus an der Waldkaterallee. Die evangelisch-reformierte Kirche St. Jacobi aus dem 13. Jahrhundert, ursprünglich die Kirche eines Zisterzienserinnenklosters, befindet sich an der Klosterstraße. Die evangelisch-freikirchliche Christuskirche der Baptisten befindet sich am Blumenwall, ihr Bau wurde 1957 begonnen. Ihre seit 1946 in Rinteln bestehende Gemeinde gehört zum Bund Evangelisch-Freikirchlicher Gemeinden. Weitere evangelische Kirchen befinden sich in Ortsteilen von Rinteln.
Die katholische Kirche St. Sturmius von 1888 befindet sich am Kapellenwall, ihre gleichnamige Pfarrgemeinde gehört zum Dekanat Weserbergland im Bistum Hildesheim.
Eine Neuapostolische Kirche befindet sich im Ortsteil Krankenhagen, ihre Gemeinde gehört zum Kirchenbezirk Hildesheim. In Rinteln befand sich im Eichendorffweg 3 eine weitere neuapostolische Kirche, sie wurde um 1980 erbaut und 2010 geschlossen.
Eine Moschee befindet sich an der Straße „Im Emerten“, das 2000 bis 2002 erbaute „Haus der Weltreligionen“ im Park Erlebniswelt Steinzeichen. Seit der Insolvenz ist das Gelände immer wieder Ziel von Vandalismus und Brandstiftungen. Ende 2018 wurden die jeweils eine Weltreligion repräsentierenden Skulpturen im Haus der Religionen umgestürzt und teilweise zerstört.

## Politik
Die Stadt Rinteln besitzt den Status einer selbstständigen Gemeinde.

### Stadtrat
Der Stadtrat von Rinteln setzt sich aus 36 Ratsfrauen und Ratsherren zusammen. Dies ist die festgelegte Anzahl für eine Gemeinde mit einer Einwohnerzahl zwischen 25.001 und 30.000 Einwohnern. Die Ratsmitglieder werden durch eine Kommunalwahl für jeweils fünf Jahre gewählt. Neben den 36 in der Stadtratswahl gewählten Mitgliedern ist außerdem der hauptamtliche Bürgermeister im Rat stimmberechtigt.
Bei den vergangenen Kommunalwahlen ergaben sich folgende Sitzverteilungen:
| Wahljahr                                                                               | SPD | CDU | GRÜNE | WGS* | FDP | RI* | LINKE | Gesamt   |
| 2021                                                                                   | 15  | 11  | 4     | 3    | 1   | 1   | -     | 36 Sitze |
| 2016                                                                                   | 14  | 11  | 3     | 7    | 1   | -   | -     | 36 Sitze |
| 2011                                                                                   | 14  | 11  | 3     | 5    | 1   | -   | 0     | 34 Sitze |
| 2006                                                                                   | 17  | 12  | 2     | 4    | 0   | -   | 1     | 36 Sitze |
| *WGS: Wählergemeinschaft Schaumburg in Rinteln, RI: Wählerbündnis Rintelner Interessen |     |     |       |      |     |     |       |          |

### Bürgermeister

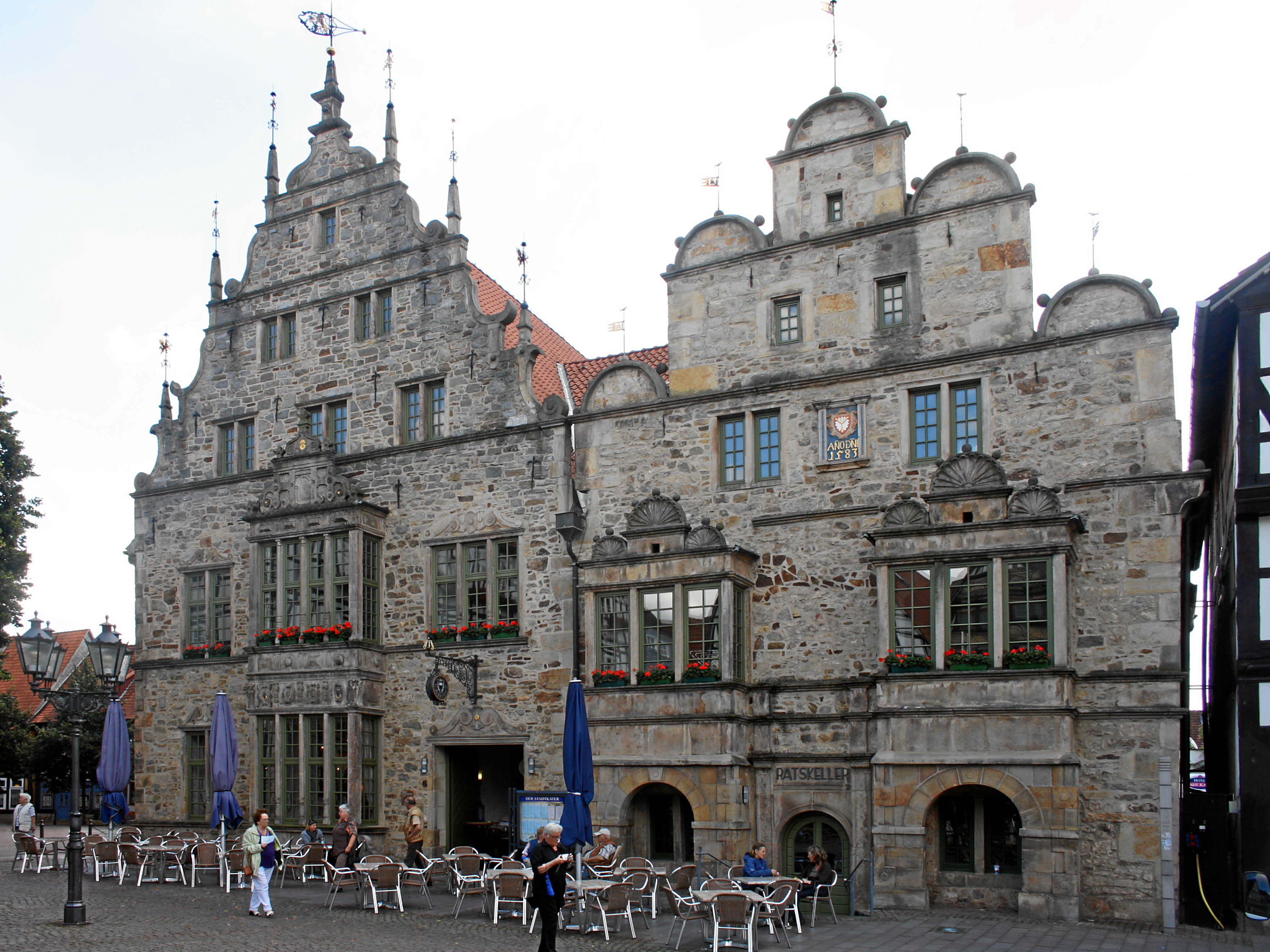
Rathaus Rinteln

Von 1981 bis 1996 war Friedrich Wilhelm Hoppe (CDU) der letzte ehrenamtliche Bürgermeister. Er wurde wegen seiner Verdienste zum Ehrenbürgermeister ernannt. Mit Einführung der Eingleisigkeit 1997 wurde Karl-Heinz Buchholz (SPD) erstmals direkt gewählt.
Bei der Kommunalwahl am 10. September 2006 fielen 67,5 % der Stimmen auf ihn.
Von November 2014 bis November 2021 war Thomas Priemer Bürgermeister.
Seit dem 1. November 2021 ist die parteilose Andrea Lange Bürgermeisterin der Stadt Rinteln.

### Ortsrat
Der Ortsrat, der den Ortsteil Rinteln der gleichnamigen Gemeinde vertritt, setzt sich aus elf Mitgliedern zusammen. Die Ratsmitglieder werden für jeweils fünf Jahre gewählt. 
Bei der letzten Kommunalwahl 2021 ergab sich folgende Sitzverteilung:
| Ortsrat 2021Insgesamt 11 Sitze - SPD: 4 - Grüne: 1 - RI: 1 - WGS: 1 - CDU: 4 |

### Wappen
Das Rintelner Stadtwappen zeigt seit dem 15. Jahrhundert ein von zwei Türmen flankiertes Torgebäude mit dem Wappen des Schaumburger Nesselblattes im Torbogen. Bei seiner letzten Novellierung 1939 erhielt es im Sinne der NS-Ideologie ein klassizistisch-imperiales Gepräge.
Blasonierung; „Über einem blau-silbernen Fluss im Schildfuß eine dreitürmige silberne Burg im roten Felde, im Tor auf Rot ein silbernes Nesselblatt.“

### Städtepartnerschaften
- Kendal; Vereinigtes Königreich, seit 1992
- Sławno (Schlawe / Pommern); Polen, seit 1992
- Tongnan; Volksrepublik China, seit 2019

## Kultur und Sehenswürdigkeiten

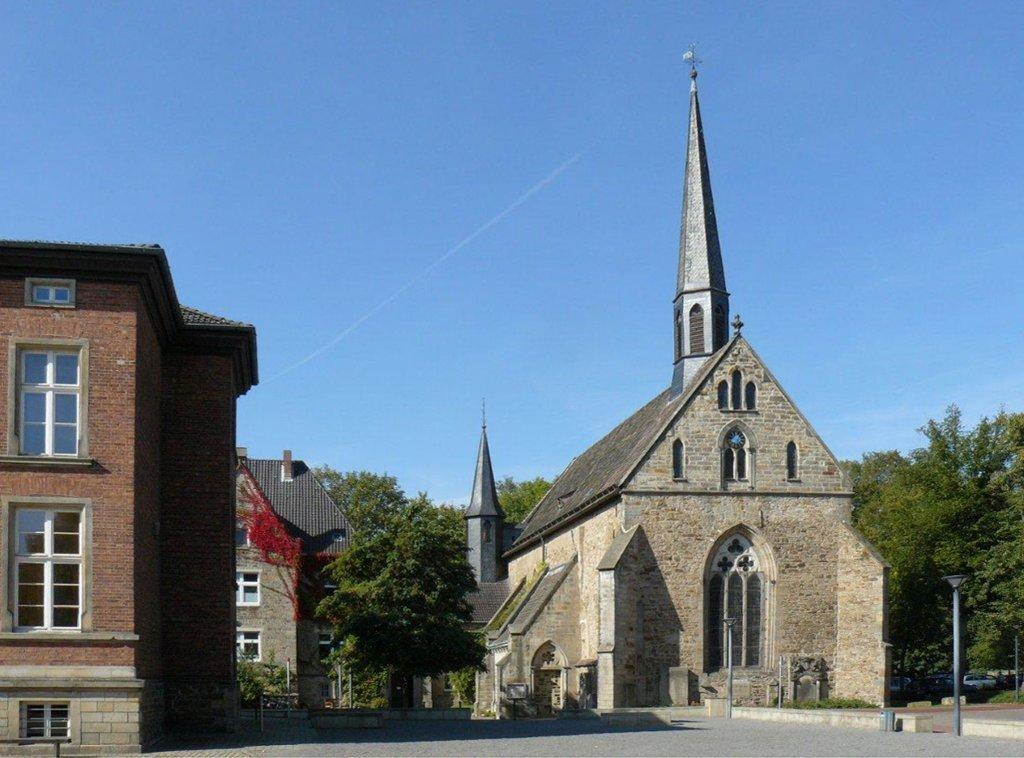
Kollegienplatz mit Jakobikirche

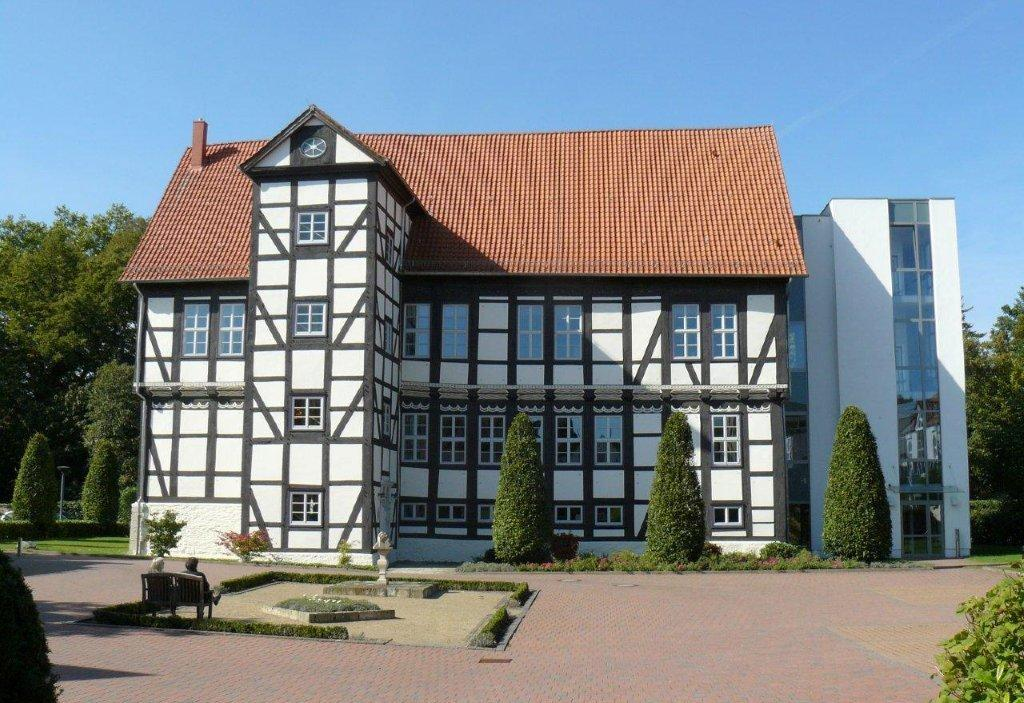
Prinzenhof

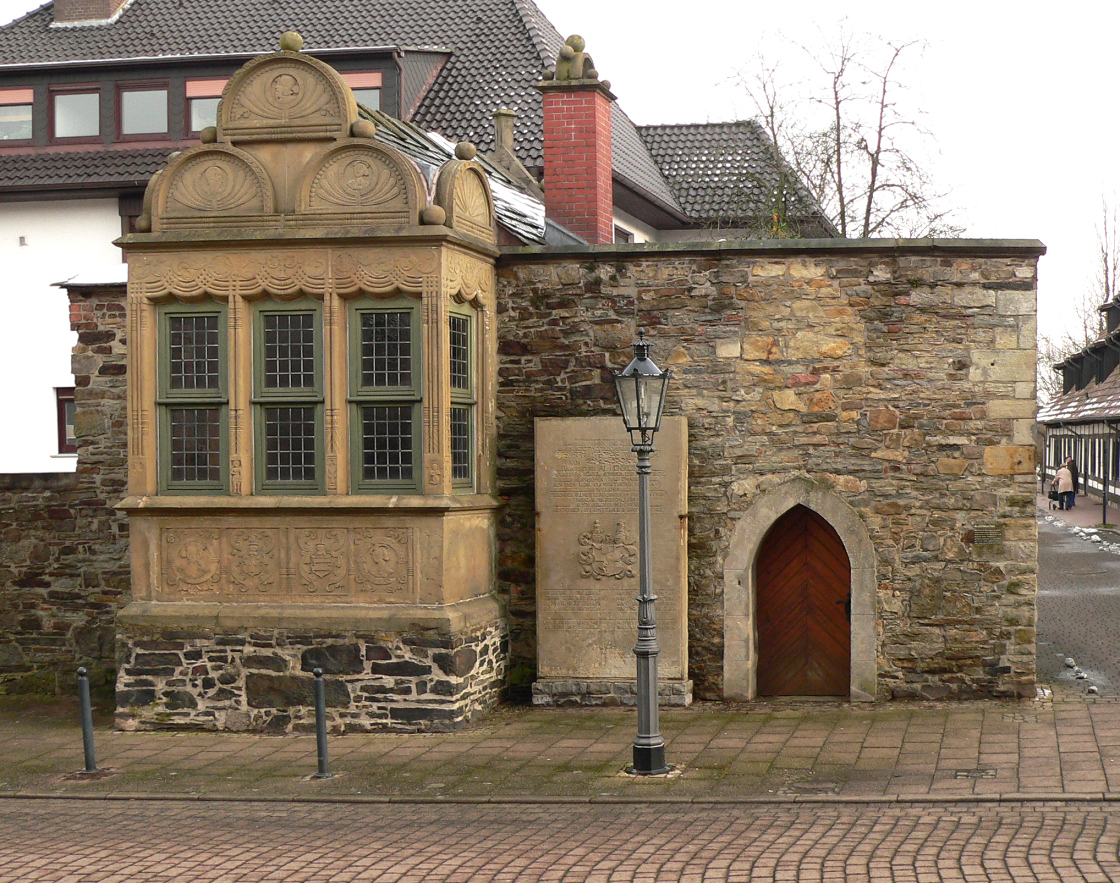
Archivhäuschen am Münchhausenhof in der Ritterstraße

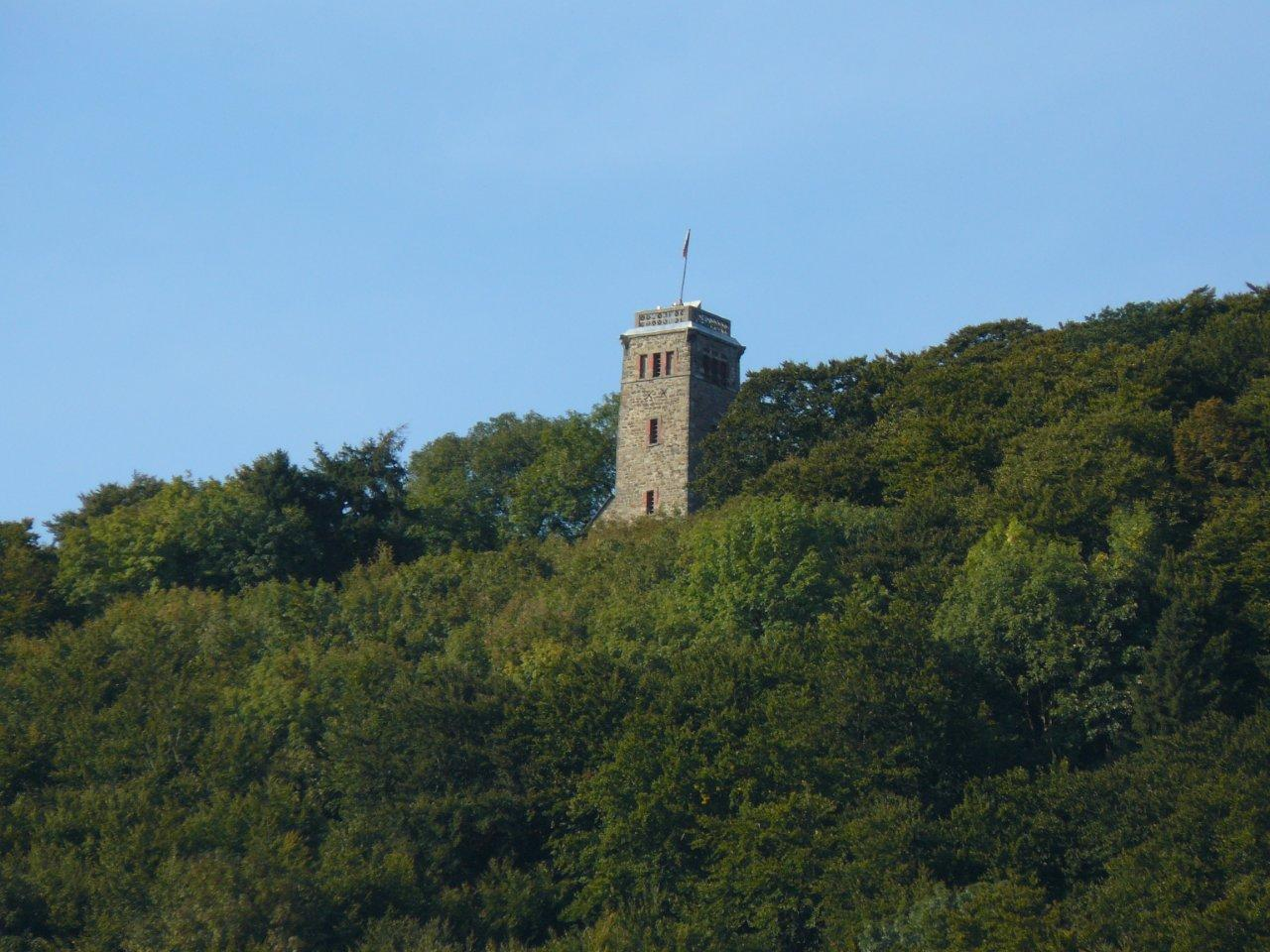
Klippenturm auf dem Luhdener Berg bei Rinteln

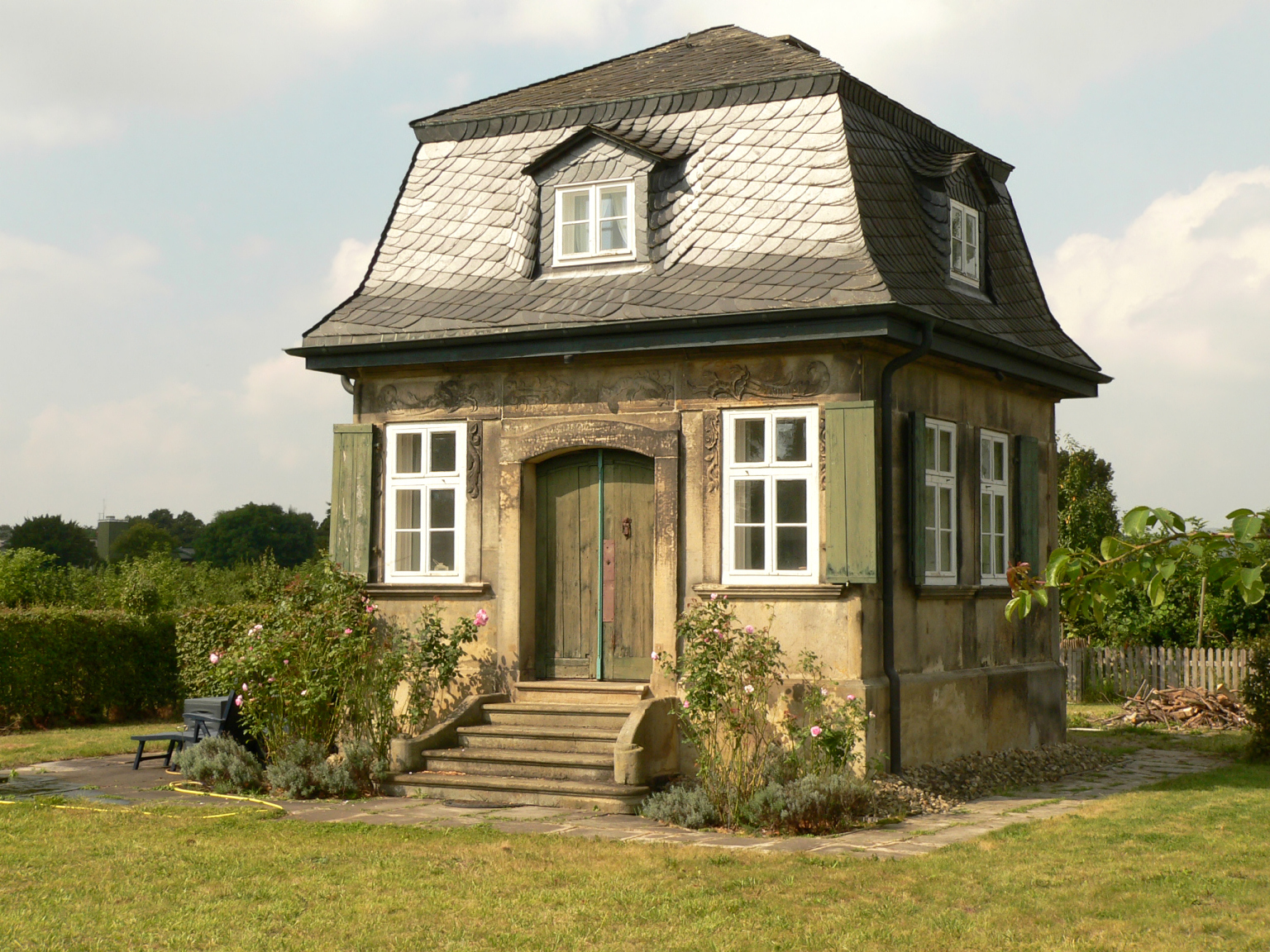
Rokoko-Pavillon von 1780

Die Stadt liegt landschaftlich reizvoll und besitzt eine sehenswerte Fachwerk-Altstadt. Hervorzuheben ist der in den 1980er Jahren sanierte Marktplatz mit der evangelisch-lutherischen Stadtkirche St. Nikolai und dem Ratskeller, einem Bau aus der Zeit der Weserrenaissance.

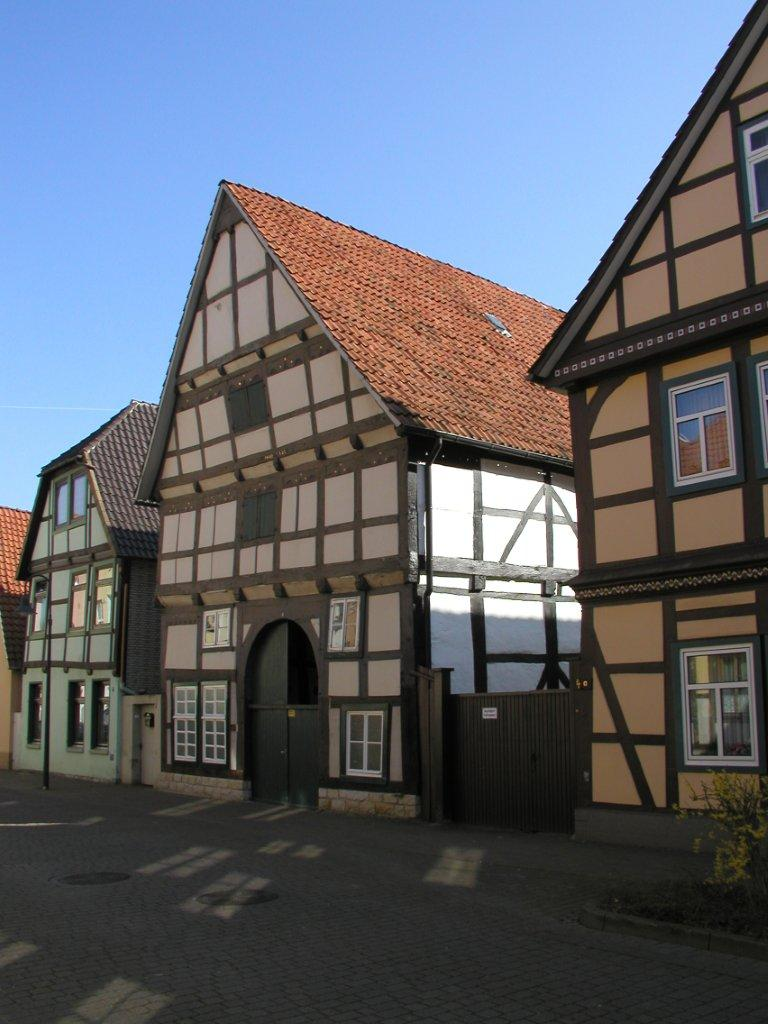
Schulstraße: Fachwerkhaus aus dem 16. Jahrhundert

### Musik
In Rinteln wird die traditionelle sowie konzertante Blasmusik seit vielen Jahren durch ein städtisches Orchester gepflegt, das bei der Freiwilligen Feuerwehr beheimatet ist (Blasorchester Feuerwehr Rinteln). Nachdem am 31. Dezember 1998 die Auflösung des alten Musikzuges gemeldet werden musste, wurde bereits im Jahre 2003 ein neues Orchester ins Leben gerufen und ein regelmäßiger Probenbetrieb eingeleitet. Es ist damit auch das einzige Blasorchester einer Feuerwehr im Landkreis Schaumburg, da sich alle anderen musikalischen Formationen als Musikzug betiteln.
Das Orchester ist bereits überregional so bekannt, dass es zu Auftritten bis nach Büsum eingeladen wurde, um dort die Rückkehr der Feuerland musikalisch zu untermalen.
Des Weiteren gibt es seit 1986 das Jugendblasorchester Rinteln, kurz JBO Rinteln. Nur wenige Jahre später wurde eine Bläserklasse an der Hauptschule in Rinteln eingerichtet, die zusammen mit der Kreisjugendmusikschule betreut wird. Seit 2005 existiert zudem eine Bläserklasse am Gymnasium Ernestinum. Dieses unterstreicht die Wichtigkeit der musikalischen Tätigkeiten in der Stadt Rinteln. Auch in Rinteln geboren wurde Graham Coxon, Leadgitarrist und Mitbegründer der britischen Rockband Blur.

### Bauwerke
- Das Alte Museum ist ein Renaissance-Fachwerkbau aus dem Jahr 1620, in dem viele Jahre das „Schaumburgische Heimatmuseum“ untergebracht war.[32]
- Cord Tönnis errichtete im Jahr 1565 für den Obristen Hilmar von Münchhausen das Archivhäuschen im Stil der Weserrenaissance am Münchhausen-Hof. Das ursprünglich als Gartenhäuschen gedachte Bauwerk wurde erst später zur Aufbewahrung von Urkunden und Akten verwendet.[33]
- Eulenburg mit dem Museum Rinteln zur Stadt- und Universitätsgeschichte
- Im Burghof, einem mächtigen Fachwerkbau aus dem frühen 17. Jahrhundert, befindet sich heute die Burghof-Klinik.[34]
- Am Standort des heutigen Bürgerhaus befand sich 1750 ein Teil der damaligen hessischen Festung, der als Hauptwache diente. Nach der Schleifung der Festung erfolgte die Aufstockung dieses Gebäudes als Fachwerk. Vorübergehend befanden sich hier das Landgericht, das Postamt und das Polizeigefängnis, ab 1900 die Stadtverwaltung, heute teilen sich ein Touristikverein, Standesamt, Stadtarchiv, Stadtmarketingverein und ein Bürgerraum die Nutzung des Gebäudes.[35]
- Die Burg Hohenrode (Hohenrode), auch Hünenburg genannt, liegt südsüdöstlich des Ortsteils Hohenrode.
- Haus Markt 8, „Marktwirtschaft“
- Der Rintelner Klippenturm von 1889 ist ein Aussichtsturm auf den Luhdener Klippen, dessen Aussichtsplattform über 103 Stufen im Turm erreicht werden kann.
- Die Heimatstube Exten befindet sich im 1878 errichteten Gebäude der ehemaligen Schule von Exten.
- Die Hünenburg (Rinteln), auch Frankenburg genannt, liegt nördlich der Kernstadt, ostnordöstlich des Ortsteils Todenmann.
- Die Reste der Hünenburg Steinbergen liegen südöstlich des Ortsteils Steinbergen auf einem Felssporn.
- Der 1746 gegründete Untere Eisenhammer war eine Schmiede, die mit von der Wasserkraft der Exter angetriebenen Hämmern bis zu 120 Kilogramm Fallgewicht arbeitete. Die Stätte ist heute ein Bau- und Industriedenkmal.[36]
- Der in den 1950er aufgegebene Obere Eisenhammer von 1745, der heute ein restauriertes Industriedenkmal mit vollständiger Wassertechnik ist.[37]
- Die Ev.-ref. Jakobi-Kirche Rinteln wurde 1238 als frühgotische Hallenkirche und Teil eines Zisterzienserinnen-Klosters errichtet. Im Jahr 1876 wurden die Gebäudeteile des Klosters abgerissen.[38]
- Auf dem Jüdischen Friedhof in Rinteln fanden seit 1840 Bestattungen statt, zuletzt im Jahr 1960.
- Das Kloster Möllenbeck wurde zwischen 1478 und 1505 an der Stelle des abgebrannten Vorgängerbaus errichtet. Es ist heute Eigentum der Evangelisch-reformierten Kirche. Einmal jährlich findet hier das Irish Folk Festival sowie das Konzert Möllenbeck rockt! statt.
- Der Münchhausen-Hof war ein Adelssitz der Familie von Münchhausen, seit 1527 Hilmar von Münchhausen und seine Brüder vom Grafen Jobst von Schaumburg gegen 600 Gulden mit dem freien Burgmannshof belehnt worden waren. An der Stelle des Hofes wird die zwischen 1344 und 1395 in der historischen Überlieferung nachgewiesene Stadtburg zu Rinteln der Grafen von Schaumburg vermutet.[39] Sie war mit einem Graben und einer Hecke befestigt.
- Die heutige Parkanlage Blumenwall wurde nach der Schleifung der Festung Rinteln aus dem nordwestlichen Teil der alten Festungsanlagen umgestaltet.
- Den Parkhof ließ im 18. Jahrhundert der damalige Festungsgouverneur Generalleutnant von Oheimb errichten.
- Der Renaissance-Fachwerkbau Prinzenhof diente nach dem Dreißigjährigen Krieg als Reisequartier der hessischen Regenten.
- Die Schaumburg, ehemaliger Stammsitz der Schaumburger Grafen, liegt zwölf Kilometer östlich des Zentrums der Stadt auf dem Nesselberg.
- Die katholische Pfarrkirche St. Sturmius wurde als neugotischer Bau errichtet und im Jahr 1888 geweiht.
- Die erstmals 1238 erwähnte dreischiffige Hallenkirche St. Nikolai ist evangelisch-lutherisch.
- Die Universitätskommisse diente als Gasthaus und Studentenwohnheim der „Academia Ernestina“.
- Der „Waldkater“ von 1886 am Waldrand oberhalb der Stadt birgt heute einen Hotelbetrieb.
- Der Rokoko-Pavillon wurde um 1780 außerhalb der Stadt auf einem Gartengrundstück errichtet, das vermutlich der Familie von Münchhausen gehörte.

### Grünflächen und Naherholung
- Doktorsee (mit Campingplatz)
- Draisinenfahrt von Rinteln nach Alverdissen
- Erlebniswelt Steinzeichen (Freizeitpark)

### Sport
Der Verein VTT Rinteln hatte in den 1970er und 1980er Jahren eine erfolgreiche Tischtennis-Damenmannschaft. Nach fünfjähriger Zugehörigkeit zur 1. Bundesliga erfolgte 1983 der Abstieg in die 2. Bundesliga. Ein Jahr später gelang der sofortige Wiederaufstieg.
Der Fußballverein SC Rinteln spielt aktuell (Stand 2020) in der Bezirksliga Hannover.

## Wirtschaft und Infrastruktur
Auf Rintelner Stadtgebiet wird seit vielen Jahrzehnten an mehreren Stellen großflächig Sand, Kies und Gestein abgebaut. Bereits ausgebeutete Flächen werden renaturiert und teilweise zu Freizeit- und Erholungsflächen ausgebaut. Ein Beispiel dafür ist der Doktorsee, der heute eine wichtige Rolle im Campingtourismus des Weserberglandes spielt. Die Ausweisung weiterer Abbauflächen ist ökologisch und politisch umstritten, da mit ihr ursprüngliche Natur- und Kulturflächen verschwinden und damit wichtige Grundlagen für Landwirtschaft und Tourismus dauerhaft zerstört werden.

### Unternehmen
- Die Discounter-Firma Aldi-Nord ist mit zwei ihrer Regionalniederlassungen in Rinteln ansässig, zuzüglich eines großflächigen Zentrallagers.
- Auch weltweit agierende Firmen wie die Hubert Stüken GmbH & Co. KG sind seit langer Zeit in Rinteln ansässig.
- Größter Arbeitgeber in der Stadt ist die Firma RiHa, die Fruchtsäfte und Mineralwasser produziert.
- In der Grube Bergmannsglück werden jährlich 500.000 Tonnen Gestein gefördert.
- Weitere bedeutende Unternehmen sind u. a. die Glashütte der Firma Owens-Illinois, die Firma Weserwaben und Firma ROLEC, die Gehäusesysteme vertreibt, sowie die Firma Gustav Knippschild GmbH
- In Rinteln befand sich auch das Sanatorium Dr. med. P. Honekamp.[41]

### Öffentliche Einrichtungen
- Amtsgericht Rinteln
- Die Eulenburg. Museum Rinteln
- Burghofklinik (Psychiatrische Klinik)
- Außenstelle der Kfz-Zulassungsstelle des Landkreises Schaumburg
- Steuerakademie Niedersachsen
- Landesamt für Geoinformation und Landesvermessung Niedersachsen (LGLN), Regionaldirektion Hameln-Hannover, Katasteramt Rinteln
- Stadtarchiv
- Polizeikommissariat Rinteln mit Außenstelle in der Gemeinde Auetal

### Bildung
- Grundschule Süd mit Außenstelle Möllenbeck
- Grundschule Nord
- Grundschule Deckbergen
- Grundschule Exten-Krankenhagen
- Integrierte Gesamtschule (vorher: Oberschule; davor: Hildburg Realschule und Hauptschule am Ostertor)
- Ernestinum Rinteln, neusprachliches Gymnasium
- Berufsbildende Schule mit der Außenstelle Marienschule in Bückeburg

### Verkehr

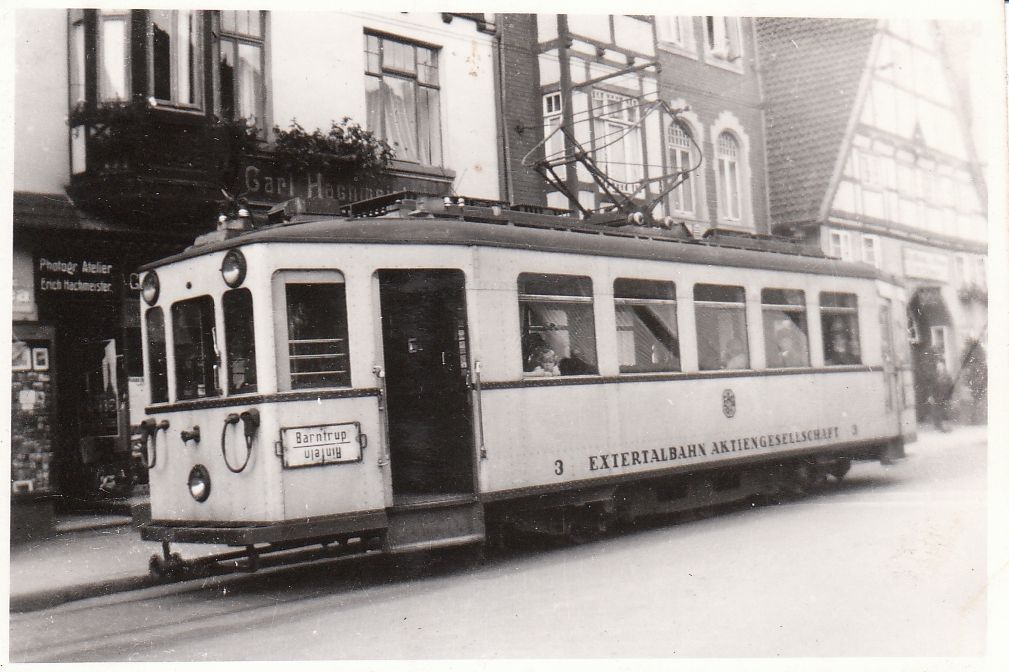
Triebwagen der Extertalbahn AG auf der Weserstraße (1939)

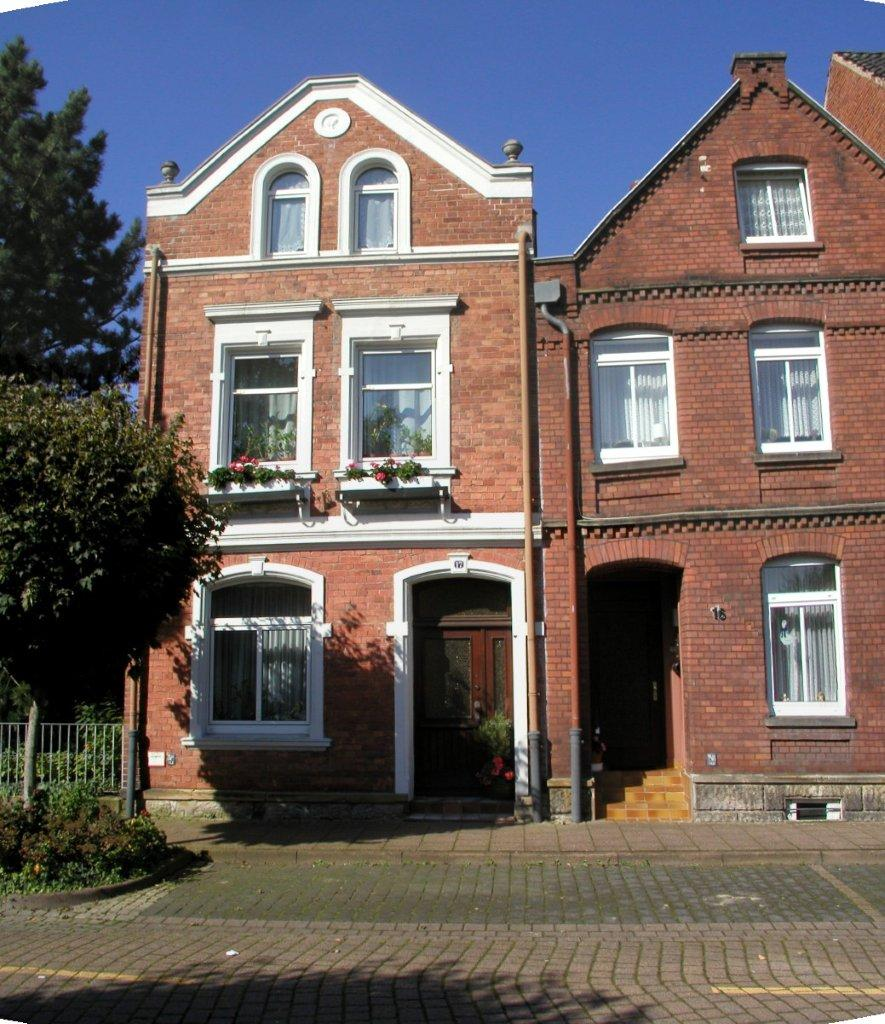
Backsteinhäuser in der Ritterstraße

Rinteln lag lange an dem einzigen Übergang über die Weser in der Region, die nächsten Brücken waren stromauf in Hameln und stromab in Porta Westfalica bzw. Minden zu finden. Erst nach dem Ersten Weltkrieg wurde in Eisbergen eine weitere Weserbrücke gebaut.

#### Straßenverkehr
Rinteln liegt nahe der Bundesautobahn 2 (Europastraße 30) mit der Anschlussstelle Bad Eilsen. Sie ist nach Norden über das Wesergebirge zu erreichen. Durch das Wesertal führen die Bundesstraßen 83 und 238 – letztere führt inzwischen auf einer Umgehungsstrecke um das Zentrum der Stadt herum, um damit den Verkehr aus der Stadt herauszubekommen und die Stadt vom Durchgangsverkehr zu entlasten.
In Rinteln endet auch die von Barntrup kommende Extertalstraße.

#### Eisenbahnverkehr
Die Stadt liegt an der Bahnstrecke Elze–Löhne mit Halten in Bünde – Löhne – Hameln – Hildesheim – Bodenburg, auch Weserbahn genannt. Die Deutsche Bahn betreibt sie im Stundentakt. Bei Fahrten in Richtung NRW gilt der Westfalentarif (Netz „TeutoOWL“ OWL Verkehr GmbH); Tickets des NRW-Tarifs werden jedoch nicht anerkannt (die Tarifgrenze ist hier Vlotho).
Am Bahnhof Rinteln Süd endete die mittlerweile stillgelegte Extertalbahn, die früher durch die Altstadt und über die Weserbrücke bis zum Bahnhof Rinteln führte.
Außerdem mündet die Rinteln-Stadthagener Eisenbahn, auf der Museumsfahrten angeboten werden, in den Bahnhof der Deutschen Bahn.

#### Schiffsverkehr
Die Weser ist auf ganzer Länge eine Bundeswasserstraße. Dennoch findet auf der oberen Weser kaum Frachtschifffahrt statt. Rinteln war in der Vergangenheit regelmäßig Ziel für die touristische Fahrgastschifffahrt zwischen Minden, Vlotho und Hameln. Zudem finden auf der Weser viel Freizeitverkehr aufgrund des nahe gelegenen Doktorsees statt.

#### Flugverkehr
In Rinteln gibt es einen Flugplatz (EDVR) für kleine Sportflugzeuge. Nächster Großflughafen ist Hannover.

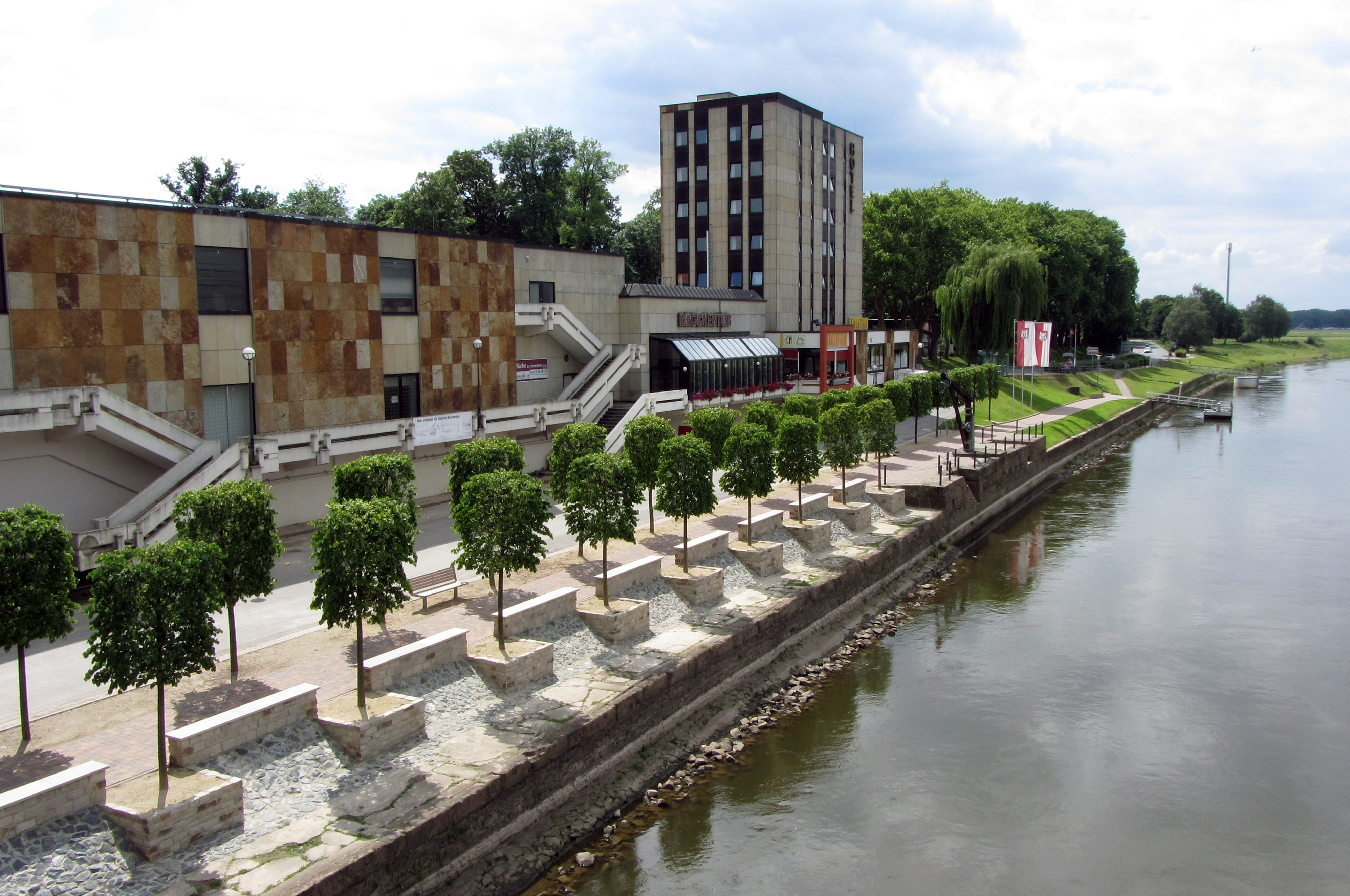
Weserpromenade. Blick von der Hindenburgbrücke

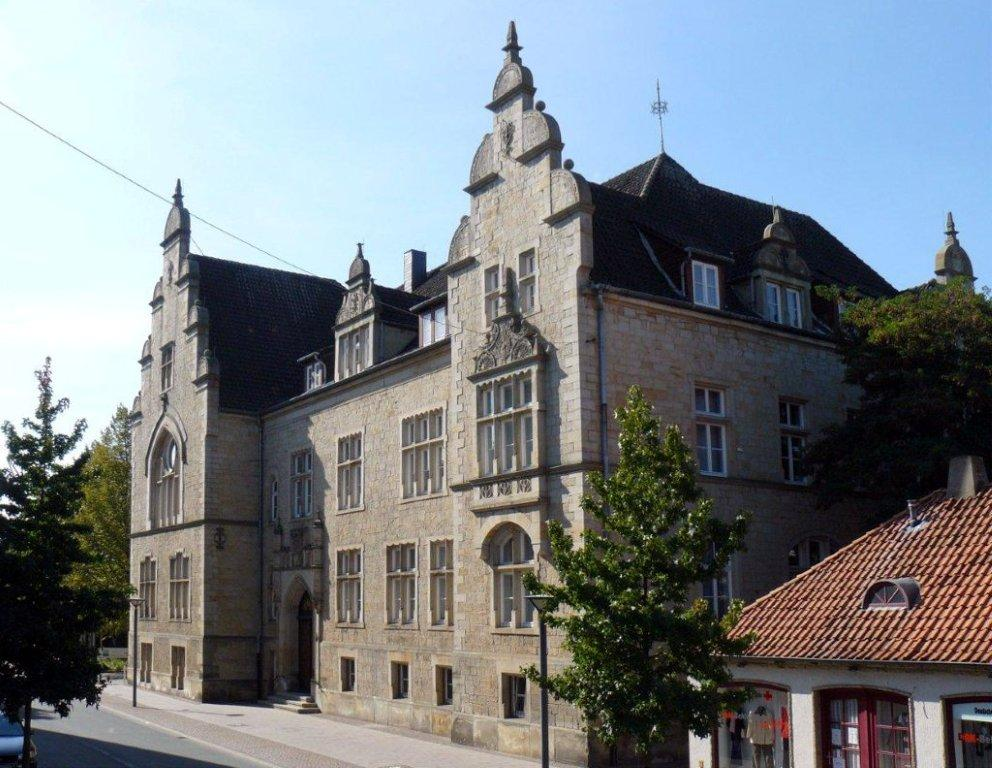
Neues Rathaus in der Klosterstraße

## Sagen: Die Zwerge im Erbsenfelde
Ein Bauer bei Rinteln hatte ein schönes Erbsenfeld. Als es aber zur Ernte ging, wurden die Schoten leer und leerer. Wenn sich der Bauer heimlich am Erbsenfelde aufstellte, um den Dieb zu fangen, hörte er es zwar rascheln, sah aber niemand.
Da dachte er, dass wohl Zwerge die Erbsen holten. Nun nahm er seinen Knecht mit aufs Feld. Er ließ ihn das eine Ende eines Strickes anfassen und nahm selbst das andere Ende in die Hand. So liefen sie das Feld hinauf und hinunter und rissen mit dem Strick den Zwergen die Nebelkappen ab.
Da waren die Zwerge gefangen. Sie wollten ihre Nebelkappen wieder haben und mussten dafür dem Bauern die Erbsen teuer bezahlen. Dann verschwanden sie eilig und kamen nicht wieder.

## Persönlichkeiten

### Ehrenbürger
Reinhold Tüxen (1899–1980) ist der bisher einzige Ehrenbürger der Stadt Rinteln. Er wurde weltweit durch seine Vegetationskartierungen bekannt, organisierte in Rinteln internationale Symposien und holte Wissenschaftler aus aller Welt in die Weserstadt. Die Stadt Rinteln verleiht seit 1987 den Tüxen-Preis an verdiente Wissenschaftler. Der erste Preisträger war der Pole Władysław Matuszkiewicz.

### Söhne und Töchter der Stadt
Nach Geburtsjahr geordnet:
- 1550 Konrad Hagius, Komponist
- 1622 Anton Heinrich Mollenbeck, Rechtswissenschaftler und Hochschullehrer, Stadtsyndikus von Rinteln
- 1646 Philipp Otto Vietor, reformierter Theologe und Superintendent
- 1651 Johann Arnold Barckhausen, Rechtswissenschaftler
- 1652 Heinrich Bode, bedeutender Jurist und Frühaufklärer
- 1667 Justus Wolrad von Bode, Reichshofrat und württembergischer Kanzler
- 1669 Johann Heinrich Mollenbeck, Rechtswissenschaftler und Hochschullehrer
- 1678 Johann Carl Sebastian, Gold- und Silberschmied
- 1696 Johann Henrich Wigand, Kantor und Organist
- 1702 Philipp Becker, Rechtswissenschaftler
- 1709 Konrad Friedrich Ernst Bierling, lutherischer Theologe
- 1724 Johann Friedrich Fürstenau, Mediziner, Hochschullehrer
- 1726 Johann Philipp Kahler, lutherischer Theologe
- 1729 Johann Engelhard Kahler, lutherischer Theologe
- 1733 Hermann Nikolaus Funck, Jurist, Regierungsrat und Hofrat in Bentheim
- 1733 Johann Friedrich Wigand, Pastor in Weibeck
- 1734 Karl Gottfried Fürstenau, Ökonom und Philosoph
- 1739 Friedrich Wilhelm Strieder, Bibliothekar, Lexikograph und Historiker
- 1751 Carl Otto Graebe, Jurist, Hochschullehrer und Fachautor
- 1756 Franz Karl Schleicher, Geodät, Kriegswissenschaftler und Hochschullehrer
- 1761 Karl Friedrich August von Dalwigk, nassauischer Oberappellationsgerichtspräsident
- 1765 Johann Conrad Wilhelm Mensing, kurhessischer Hauptmann und Retter des hessischen Staatsschatzes
- 1768 Johann Philipp Carl Fürstenau, Bürgermeister von Rinteln, Abgeordneter
- 1780 Gottlieb Franz Wilhelm Kahler, Mediziner
- 1786 Karl Franz Ferdinand Bucher, Rechtswissenschaftler und Hochschullehrer
- 1791 Wilhelm von Münchhausen, Oberlandforstmeister und Abgeordneter der kurhessischen Ständeversammlung
- 1795 Johann Daniel Ludwig Löwe, Schauspieler
- 1796 Carl Schwarz, Mitglied des kurhessischen Landtags
- 1801 Ludwig Heinrich Wiederhold, Rechtswissenschaftler, Richter und Mitglied der Frankfurter Nationalversammlung
- 1800 Karl Wilhelm Wippermann, Politiker
- 1803 Georg Osterwald, Lehrer, Maler und Zeichner
- 1804 Ludwig Friedrich Wilhelm Duncker, Jurist und Hochschullehrer in Göttingen
- 1805 Constantin Nordmann, errichtete in und um Hannover zahlreiche Bauten als Maurermeister und Architekt
- 1811 Eduard Selberg, Mediziner, Schriftsteller und Geograf
- 1818 Hilmar von Münchhausen, Oberforstmeister und Landtagsabgeordneter
- 1822 Hermann Heinrich Reimerdes, Gutsbesitzer und Abgeordneter des Provinziallandtages der Provinz Hessen-Nassau
- 1831 Karl Wippermann, Publizist und Politiker
- 1832 Richard Franke, Altphilologe, Pädagoge und Rektor
- 1838 Johann Christian Kröner, bedeutender Jagdmaler des 19. Jahrhunderts
- 1840 Friedrich Kohlrausch, Physiker
- 1853 Arnold Klingender, evangelische Geistlicher und Superintendent in Kassel
- 1854 Rudolf Disselhorst, Arzt, Tierarzt und Hochschullehrer
- 1875 Otto Ramm, Abgeordneter des Provinziallandtages der Provinz Hessen-Nassau
- 1879 Heinrich Nollner, Politiker, Bürgermeister von Gnesen, Grunewald, Rüstringen und Cottbus
- 1890 Richard Dreier, Politiker (NSDAP)
- 1892 Otto Kriegk, Journalist
- 1898 Erhardt Klonk, Maler und Glasmaler
- 1900 Richard Hartinger, Glasbläser und Industrieller (Gründer der riha-WeserGold Getränke GmbH, Rinteln)[43]
- 1932 Nicolaus Heutger, lutherischer Theologe, Numismatiker, Judaist und Historiker
- 1936 Hans Martin Ritter, Sprechwissenschaftler, Mitbegründer der Theaterpädagogik
- 1937 Rüdiger Barth, Ingenieur und Entwickler im Bereich der Tontechnik
- 1938 Eberhard Rinne, Richter am Bundesgerichtshof
- 1944 Ilse Ritter, Schauspielerin
- 1946 Sabine Bard, geb. Katzschner, Politikerin, Mitglied des Deutschen Bundestages
- 1946 Heiner Bartling, SPD-Politiker, ehemaliger niedersächsischer Innenminister
- 1948 Waldo Karpenkiel, Musiker
- 1948 Wolfgang Hell, geboren in Deckbergen, Professor für Psychologie
- 1951 Cajus Julius Caesar, CDU-Politiker
- 1951 Paul McGuinness, britischer Musikmanager
- 1951 Lutz Plümer, Professor für Geoinformation
- 1954 Sabine Asgodom, Management-Trainerin, Journalistin und Autorin
- 1955 Christian Kröger, Sportwissenschaftler und Volleyballtrainer
- 1958 Mark Britton, Komiker
- 1961 Armin Kalinowski, Generalstabsarzt der Bundeswehr und Kommandeur Kommando Regionale Sanitätsdienstliche Unterstützung
- 1961 Mark Moore, britischer Skilangläufer
- 1965 Henrik Müller, Journalist, Autor und Hochschullehrer
- 1967 Marcus Fairs, britischer Journalist
- 1968 Silke Fehlemann, Historikerin
- 1968 Trevor Rees-Jones, britischer Leibwächter und Autor
- 1969 Graham Coxon, Sänger und Gitarrist (Blur)
- 1969 Eckhard Wälzholz, Notar und Rechtswissenschaftler
- 1971 Kai Sassenberg, Sozialpsychologe und Hochschullehrer
- 1972 Franziska Becker, Schauspielerin und Sängerin
- 1972 Martin Müller-Falcke, Ruderer
- 1973 Marcus Pretzell, Politiker (Die blaue Partei, ehemals AfD), Mitglied des Europäischen Parlaments
- 1976 Kerstin Vieregge, Politikerin (CDU), Mitglied des Deutschen Bundestages
- 1977 Alexander Westphal, theoretischer Physiker
- 1980 Christian Sauter, Politiker (FDP), Mitglied des Deutschen Bundestages
- 1982 Stephan Steding, Speerwerfer
- 1983 Anna Giuruki, griechische Handballnationalspielerin
- 1983 Kevin Kane, britischer Biathlet
- 1988 Stephanie Goddard, Fußballspielerin
- 1989 Julian Stöckner, Fußballspieler
- 1992 Adam Davies, walisischer Fußballspieler
- 1996 Lisa Lösch, Fußballspielerin
- 1999 Nico Franke, Welt- und Europameister im Crossminton

### Bedeutende Personen, die in Rinteln gewirkt haben
- Franz von Dingelstedt (1814–1881) dichtete in Rinteln sein Weserlied. Die Anfangszeilen soll er mit einem Schaumburger Diamanten in eine Fensterscheibe eines Gasthauses im heutigen Ortsteil Todenmann geritzt haben. Im Rintelner Heimatmuseum, in der „Eulenburg“, erinnert ein eigenes Zimmer an Dingelstedt.
- Julius Rodenberg (1831–1914) besuchte 1846 das Gymnasium Ernestinum Rinteln. Dort schloss er eine Freundschaft mit Franz von Dingelstedt und studierte anschließend Rechtswissenschaften in Heidelberg und Marburg. Nachdem er sein Studium abgeschlossen hatte, entwickelte er sich zu einem wichtigen deutschen Schriftsteller und Journalist seiner Zeit.
- Johanna Elberskirchen (1864–1943) lebte von 1884 bis 1891 in Rinteln und arbeitete dort als Buchhalterin. 1887 schrieb sie in Rinteln u. a. ihren ersten (bekannten) Text: ein Beitrag u. a. über Ausbildung und Lohnarbeit von Frauen für die Allgemeine Frauen-Zeitung, ein Organ der österreichisch-ungarischen Frauen-Vereine.
- Josua Stegmann (1588–1632) hielt 1621 anlässlich der Eröffnung der Rintelner Universität die Predigt in St. Nikolai. Der in Sülzfeld geborene evangelische Theologe und Kirchenlieddichter („Ach bleib mit deiner Gnade“, erschienen erstmals 1630 in Stegmanns Buch „Erneute Herzensseufzer“) bemühte sich um die Universität als einen Ort der lutherischen Lehre. Bereits 1630 wurde er aber des Hauses verwiesen: Aufgrund des so genannten Restitutionsedikts übernahmen katholische Benediktiner das Kloster.
- Hermann Goehausen (1593–1632) war ein bedeutender Hexentheoretiker und Verfasser des Buches Processus juridicus contra sagas et veneficos. Goehausen lehrte an der Juristenfakultät an der Universität Rinteln.
- Johannes Wesling (1598–1649) deutscher Mediziner und Professor für Anatomie und Botanik, studierte 1624 in Rinteln.
- Andreas Heinrich Bucholtz (1607–1671) deutscher Theologe und Schriftsteller einiger Werke. An der Universität Rinteln (Academia Ernestina) lehrte er 1641 Philosophie und Dichtkunst sowie ab 1645 auch Theologie.
- Johannes Henichius (1616–1671) war ein Theologe und lehrte diese in der Funktion als Professor an der Universität Rinteln (Academia Ernestina).
- Gerhard Wolter Molanus (1633–1722) etablierte sich zu einem bedeutenden Theologen, der 1659 Professor der Mathematik an der Universität Rinteln (Academia Ernestina) wurde. Ab 1664 lehrte er dort auch das Fach der Theologie.
- Matthias Tiling (1634–1685), Mediziner, hessischer Leibarzt und Professor der Medizin in Rinteln
- Ludwig Christian Mieg (1668–1740), reformierter Theologe, war Prediger in Rinteln und zugleich Professor
- Henrich Ernst Kestner (1671–1723), ein Jurist und Hochschullehrer, arbeitete in seiner Funktion als ordentlicher Professor der Universität Rinteln mit Gottfried Wilhelm Leibniz zusammen.
- Philipp August Kulenkamp (1710–1797), Kriegs- und Domänenrat bei der Regierung in Rinteln
- Johann Nikolaus Funck (1715–1758), Philologe, Rektor der reformierten Schule
- Carl Wilhelm Wippermann (1730–1797), Jurist und Hochschullehrer an der Universität Rinteln
- Thomas Abbt (1738–1766) war ein deutscher Schriftsteller und Philosoph der Aufklärung. 1761 fungierte er als Professor für Mathematik an der Universität Rinteln (Academia Ernestina).
- Bernhard Christoph Faust (1755–1842) war ab 1788 als Leibarzt der Landgräfin Juliane zu Schaumburg-Lippe tätig. Dank zahlreicher Verdienste wird noch heute die Bernhard-Christoph-Faust-Medaille alle zwei Jahre an drei Personen vergeben, die sich im Bereich praktischer Gesundheitsförderung ausgezeichnet haben.
- Theodor von Schmalz (1760–1831) promovierte an der Universität Rinteln (Academia Ernestina), wo er 1787 außerordentlicher und 1788 ordentlicher Professor der Rechte wurde.
- Georg Wilhelm Franz Wenderoth (1774–1861) übernahm die Fächer Medizin, Pharmazie, Physik, Chemie und Botanik sowie die Aufsicht über den botanischen Garten an der Universität Rinteln. Ausgezeichnet mit der letzten Ehrendoktorwürde der philosophischen Fakultät, führte 1810 sein Weg nach Marburg. Dort legte er den heutigen Alten Botanischen Garten neu an.
- Andreas Wiß (1788–1816), Dichter, studierte ab 1807 in Rinteln Theologie.
- Moritz von Baumbach (1789–1871), war Obergerichtsdirektor in Rinteln, Mitglied der kurhessischen Ständeversammlung, Präsident des Landtages und Justizminister des Kurfürstentums Hessen
- Hermann Kersting (1811–1863), wirkte von 1836 bis 1846 am Obergericht Rinteln und im Verein für Naturkunde
- Wilhelm Valentin Volckmar (1812–1887) gründete 1833 die Liedertafel, ging 1835 als Musiklehrer an das Lehrerseminar nach Homberg/Efze, stand als berühmter Orgelvirtuose und Komponist in freundschaftlicher Beziehung zu Franz Liszt und Louis Spohr
- Catherine Nobbe (1831–1886) entwickelte ein Stenografiesystem für die deutsche Sprache und ist neben Sophie Scott die einzig bekannte weibliche Erfinderin eines solchen. Sie heiratete 1852 den Bäckermeister Wilhelm Nobbe aus Rinteln und war dann dort als Musiklehrerin tätig.